# フォース・インディア
フォース・インディア・フォーミュラ・ワン・チーム・リミテッド（Force India Formula One Team Limited）は、F1に参戦していたレーシングコンストラクター。
2008年、スパイカーF1チームを買収して設立。2018年半ばに経営破綻し、カナダの投資家グループに売却。「レーシング・ポイントF1チーム」として再建された。

## 概要
2007年から参戦していたスパイカーF1チームを買収し、2008年度より参戦していたF1チーム。元をたどるとジョーダン・グランプリ（1991年 - 2005年）→MF1レーシング（2006年）→スパイカーF1（2007年）と続く系譜に連なるチームである。
インドの実業家で、ビール会社や、航空会社のキングフィッシャー航空などを傘下に持つユナイテッド・ブリュワリーズ・グループの総帥、ビジェイ・マリヤと、元スパイカーCEOのミシェル・モル、ジャン・モルが共同出資する「オレンジ・インディア・ホールディングス」がスパイカーF1を約8,800万ユーロで買収しオーナーとなっている。また、チームロゴにはインド国旗色であるオレンジ・ホワイト・グリーンが採用されている。
2011年10月、チームの株式の42.5%をインドの複合企業サハラ・インディア・パリワールに売却し、チーム名が「サハラ・フォース・インディア」となった。
2018年ハンガリーグランプリ後に経営破綻。カナダ人の実業家、ローレンス・ストロールが率いるコンソーシアムに売却し「レーシング・ポイントF1チーム」を設立した。

## シーズン

### 2008年

#### チーム・ドライバー

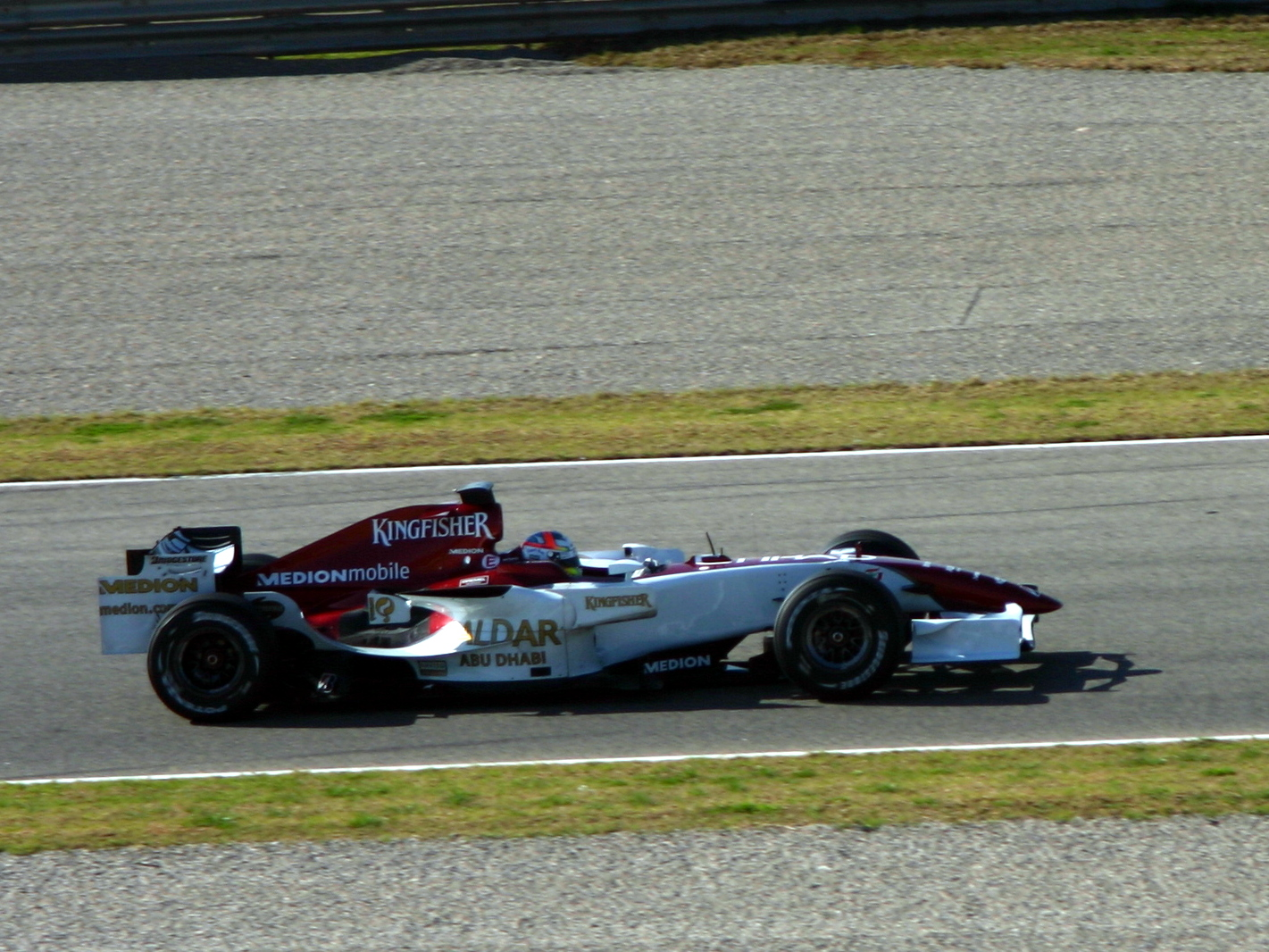
テスト走行中のエイドリアン・スーティル（2008年1月）

2007年から2008年の冬期のみのテストドライバーとして、GP2ドライバーのロルダン・ロドリゲスとの契約を結んでいた。
2008年度のドライバーとしては前身チームであるスパイカーF1との契約期間が残っていたエイドリアン・スーティルともう一人のドライバーにはスーティルのチームメイトの山本左近、ホンダの元テストドライバーであったクリスチャン・クリエン、元トロ・ロッソのヴィタントニオ・リウッツィ、元トヨタのラルフ・シューマッハと同テストドライバーであったフランク・モンタニー、元ルノーのジャンカルロ・フィジケラ、加えてフォース・インディアのテストドライバーだったロルダン・ロドリゲスとギド・ヴァン・デル・ガルデの7名の中から選考の結果、ジャンカルロ・フィジケラが選ばれた。またテストドライバーとしてはヴィタントニオ・リウッツィが起用されている。後日、ビジェイ・マリヤは「ラルフは選択肢ではなく、選択肢はクリエン、フィジケラ、モンタニー、リウッツィの4名だけだった」と語っている。またシューマッハ本人も「マリヤとの個人的関係・約束からのテスト参加であり、ここに所属するとは思えない」と発言していた。
シーズン終了後の2008年11月8日にチーム代表のコリン・コレスとチーフ・テクニカル・オフィサーのマイク・ガスコインの離脱が発表された。オーナーのマリヤによると理由は「マネージメント面の一新のため」である。

#### マシン

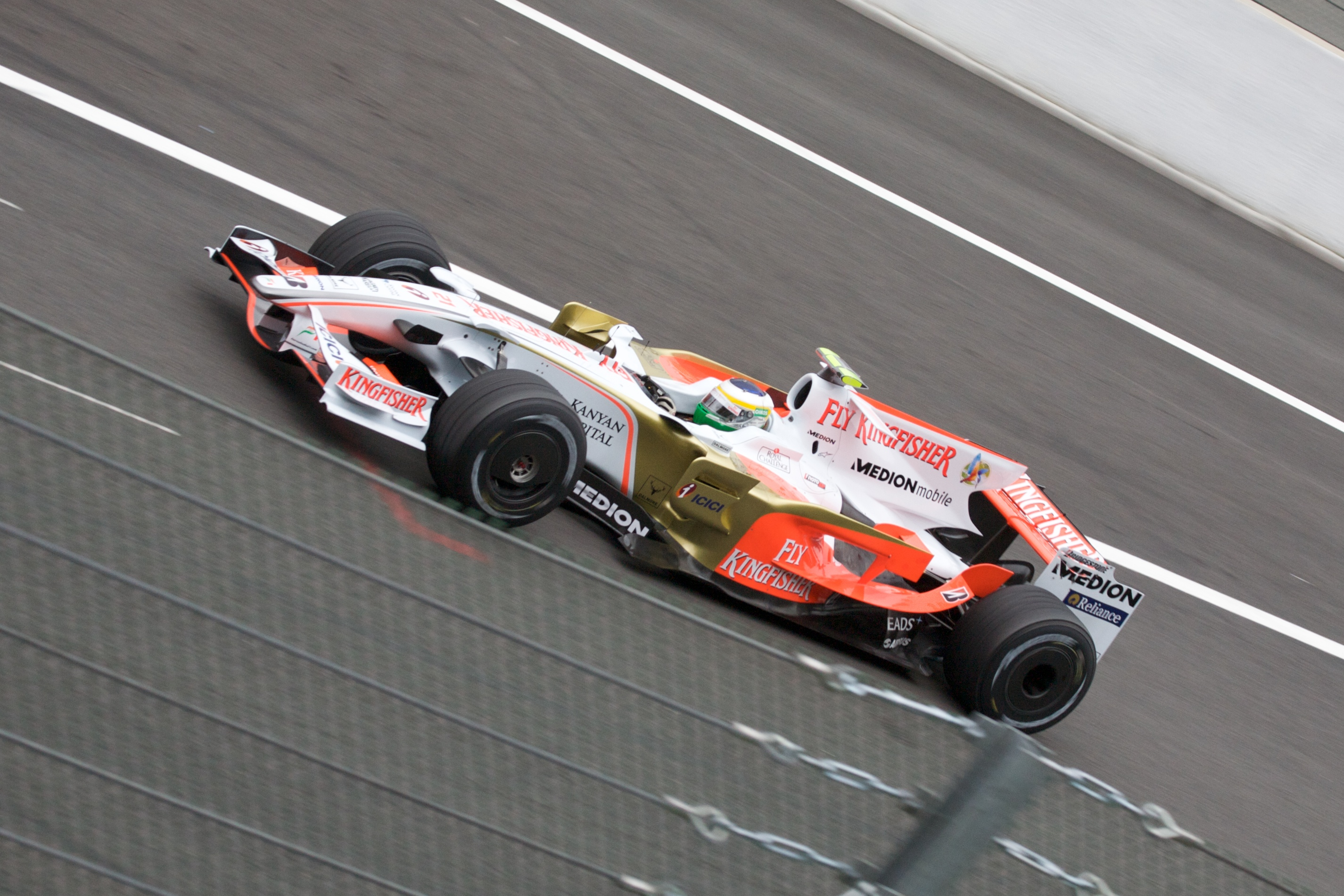
VJM01（ベルギーGP、ジャンカルロ・フィジケラ）

2008年シーズンの序盤は、前身であるスパイカーF1が2007年終盤に使用したF8-VIIBの改良型であるVJM01を走らせた。7月のイギリスGPに大幅改良を施したシャーシを投入した。また、シームレス・ギヤボックスもヨーロッパGPから使用されている。エンジンはフェラーリ製を使用。
フェラーリとのエンジン供給契約は2010年まで、。また、2009年から導入予定となっている運動エネルギー回収システム（KERS）については、フェラーリとマニエッティ・マレリが共同開発する物を使用することを明らかにしていた。しかし、2008年11月7日にフェラーリとのエンジン供給契約を解除したことを明らかにした。そして、11月10日にマクラーレンとの技術提携及びメルセデスからエンジン、KERS、ギアボックス、ハイドロリックの供給契約を締結した。

### 2009年

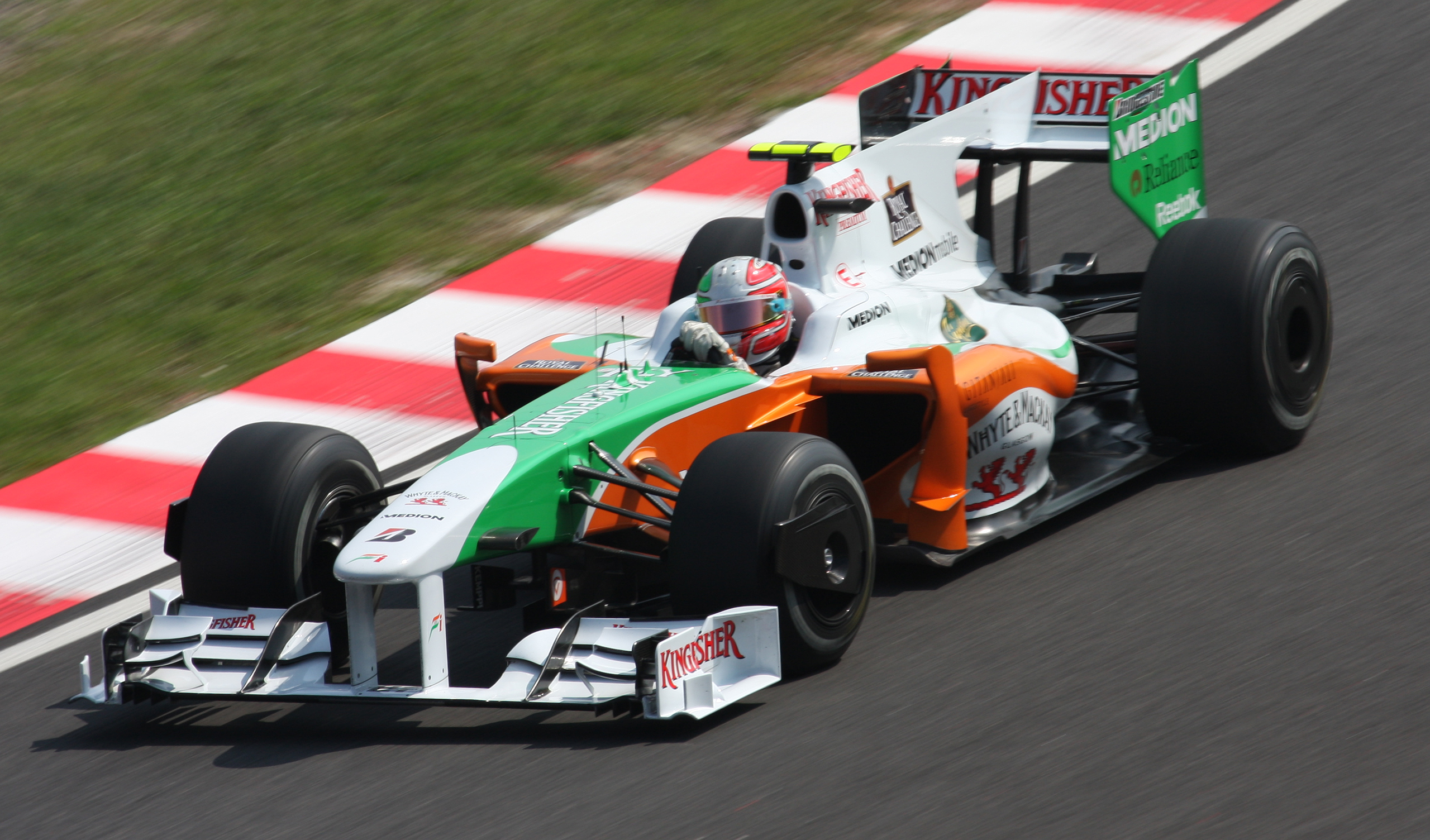
ヴィタントニオ・リウッツィがドライブするVJM02（日本GP）

ドライバー陣は2008年のドライバーが続投。3月1日、チームとしては一から開発したマシンとなるフォース・インディア VJM02を発表。発表に先駆けて2月25日にシルバーストーンでシェイクダウンが行われた。
第12戦ベルギーGP予選においてフィジケラがチーム初のポールポジションを獲得。決勝でも優勝はキミ・ライコネンにさらわれたものの2位でフィニッシュ。チームに初ポイントと初表彰台をもたらした。
ベルギーGP後、フェラーリがハンガリーGP予選の負傷で欠場しているフェリペ・マッサの代役として、成績不振のルカ・バドエルに代わりフィジケラをイタリアGPより起用すると発表。チームはフィジケラとの契約を解除した。フィジケラに代わり、リザーブ・テストドライバーのリウッツイがレースドライバーに昇格した。
続くイタリアGPでは、トップスピードが伸びるマシンの特性を生かしてスーティルがチーム初のファステストラップを記録し、自身は4位入賞を果たした。
だが、シンガポールGPから最終戦までの4戦は失速。スーティルは予選で上位に入りながらも決勝では安定を欠き、代役となったリウッツイはスーティルの後塵を拝する結果となり、ポイントを得ることはなかった。それでも、このシーズンは13ポイントとポールポジション1回、表彰台1回、ファステストラップ1回を手にした飛躍の年となった。

### 2010年

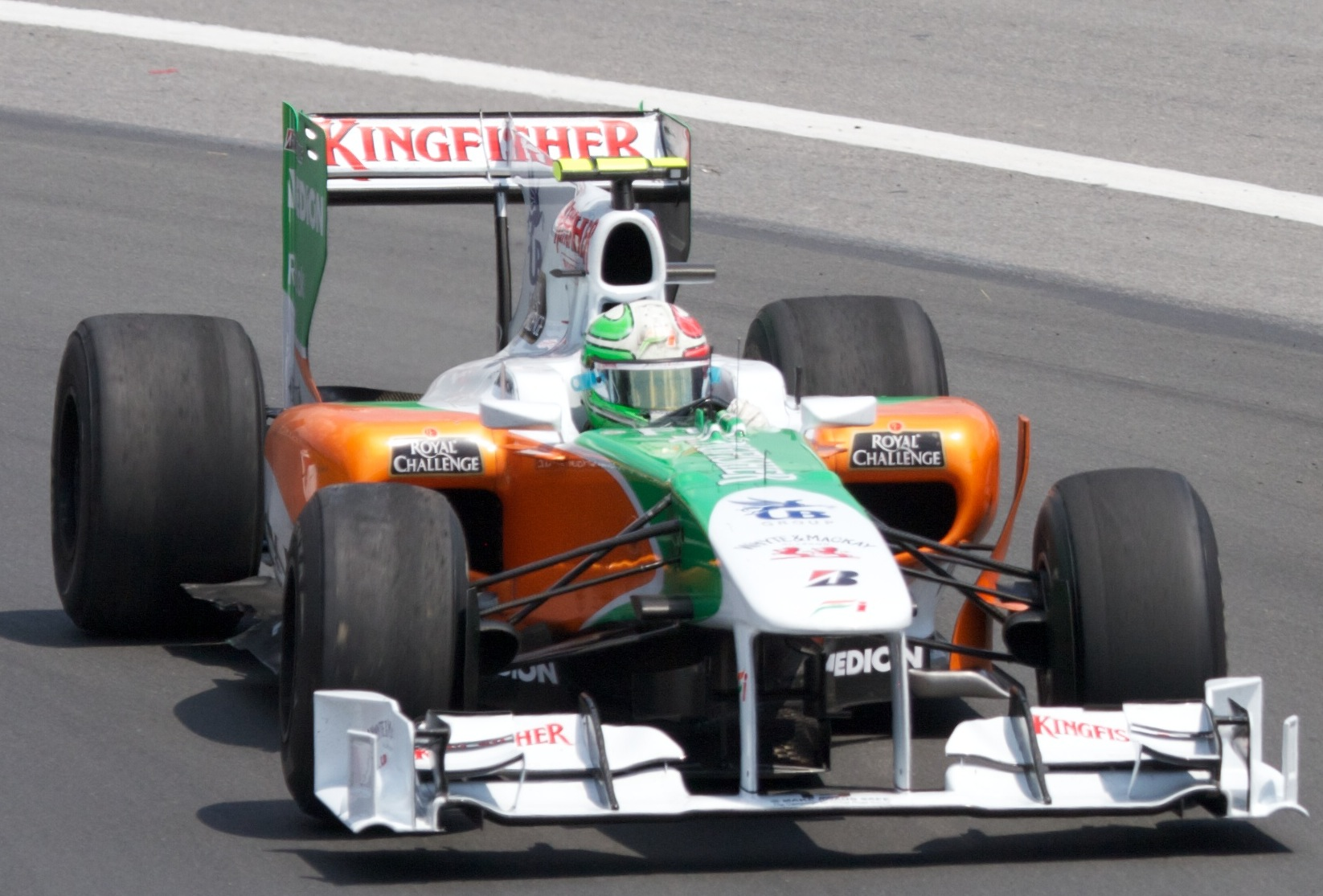
ヴィタントニオ・リウッツィがドライブするVJM03（カナダGP）

昨年終了時のスーティル、リウッツィというドライバーラインナップを継続させた。昨年のマシンコンセプトを進化させたフォース・インディア VJM03を2月9日に発表。
シーズン開始前には、財務会計表の提出が遅れたことで英企業設立関係局から解散通知を送付されたり、テクニカルディレクターのジェイムズ・キーやコマーシャルディレクターのイアン・フィリップスが離脱したりと揺れが起き、チーム消滅の危機もささやかれたが、財務会計表は期限の2月25日までに提出され、レースも開幕戦バーレーンGPでリウッツィが9位完走の2ポイントを獲得。スーティルも1周目でアクシデントにより後退したものの、その後2番目に速いタイムを記録。いわゆる中団のチームとして定着したことを証明した。
この後も、コンスタントにポイントを獲得していくが、シェイクダウンが遅かった影響もあり、たびたび信頼性の問題に悩まされることもあったが、次第に改善していった。また、リウィツィが、レースペースが上がらない事態に陥った時期があったが、これはシャシーに損傷が原因であり、それが発見され交換されてからはリウィツィのペースも回復していった。
またマクラーレンが開幕から先駆けて導入していたFダクトは、第7戦トルコGPからリウィッツィ車に、第8戦カナダGPよりスーティル車に導入された。
10月18日、ロータスに移籍するテクニカルディレクターのマーク・スミスに代わり、エンジニアディレクターであったアンドリュー・グリーンが昇格就任する事が発表された。

### 2011年

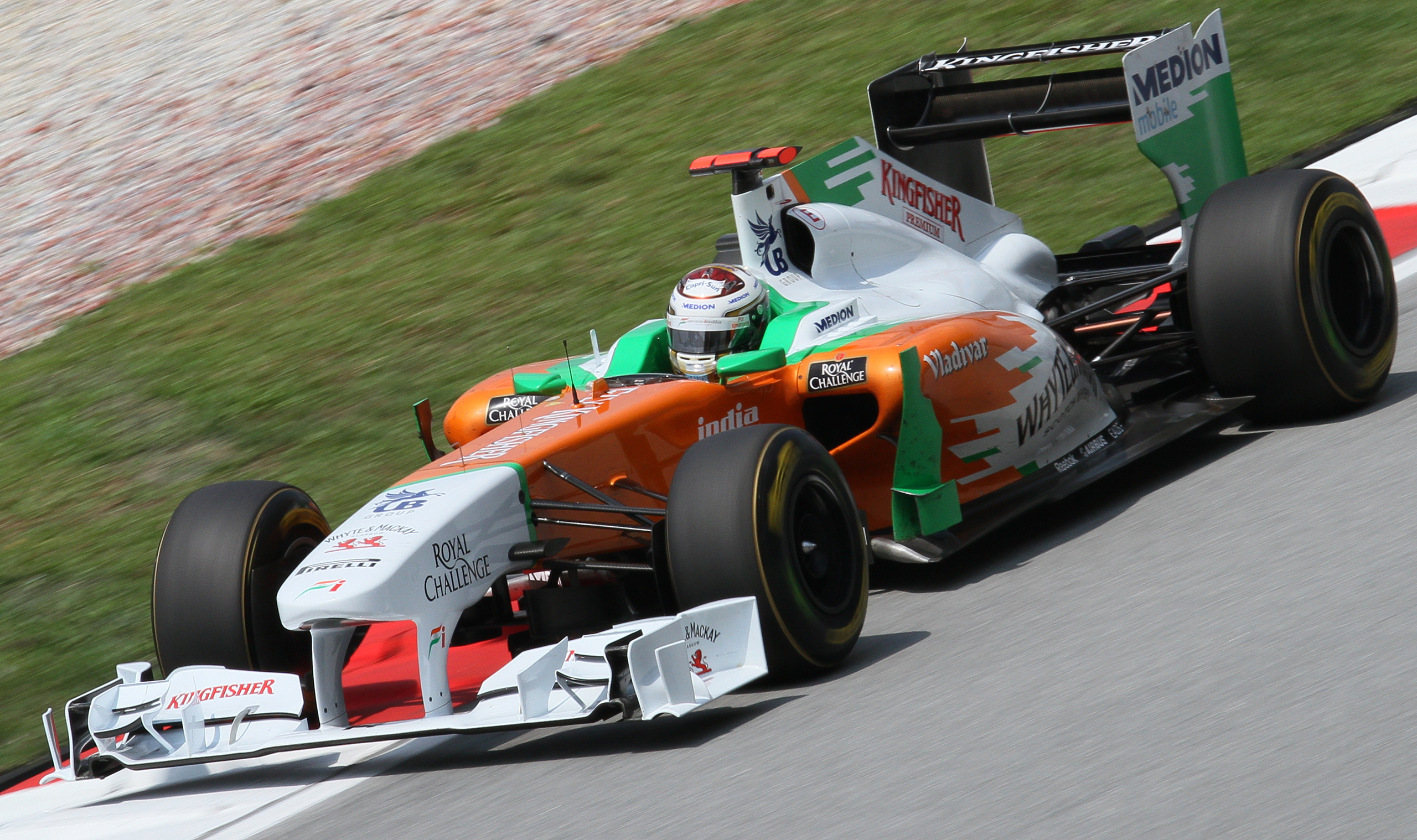
エイドリアン・スーティルがドライブするVJM04（マレーシアGP）

ドライバーはエイドリアン・スーティルが残留、リウッツィに代わり2010年ドイツツーリングカー選手権チャンピオンのポール・ディ・レスタが加入した。開幕戦オーストラリアにてザウバー勢が失格裁定を受けたこともあり両ドライバーともに入賞した。ドイツとブラジルでスーティルが、シンガポールでディ・レスタがシーズン最高の6位に入賞した。最終的に13戦でポイントを獲得し、ウィリアムズ、ザウバー、トロ・ロッソらとの中団争いを制しコンストラクターズ6位でシーズンを終えた。

### 2012年

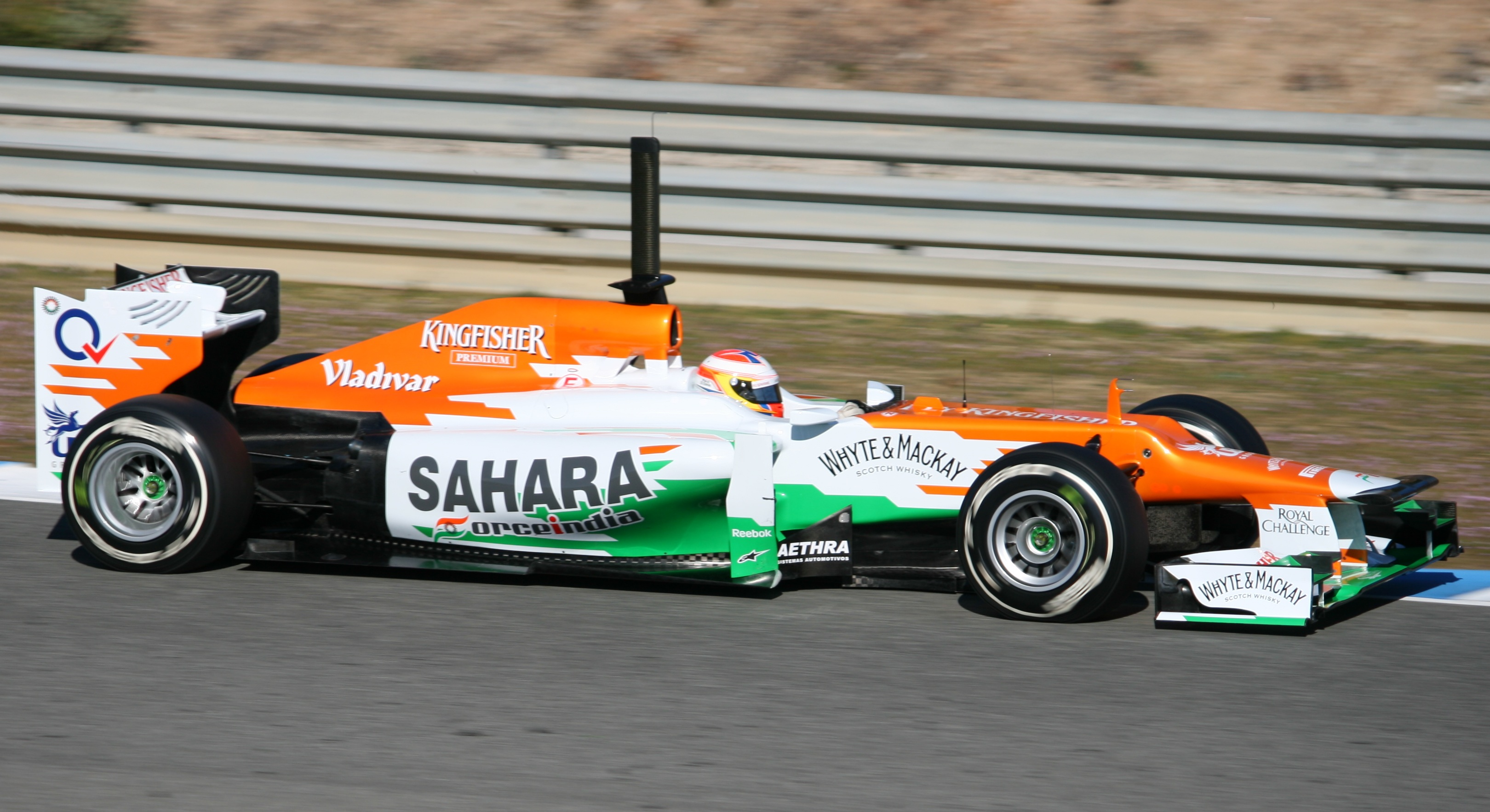
ポール・ディ・レスタがドライブするVJM05（ヘレスの冬季テストにて）

ドライバーはディ・レスタと、リザーブから昇格したニコ・ヒュルケンベルグの2人に変更された。シーズンを通し入賞圏内で完走するレースが多く、特に第12戦ベルギーGPではヒュルケンベルグが4位入賞、ディレスタも第14戦シンガポールGPで4位に入賞し両ドライバー共、自身のベストリザルトを記録した。最終戦ブラジルGPでは、ヒュルケンベルグがトップチームであるマクラーレンに対しオーバーテイクを仕掛けるなどバトルを展開、一時はトップを走るなど競争力を見せたシーズンでもあった。
コンスタントにポイントを獲得し、前年度の69ポイントを上回る109ポイントを獲得した。しかしランキングでは表彰台を4度獲得したザウバーに抜かれ7位に終わった。

### 2013年
ドライバーはディ・レスタが残留し、ジュール・ビアンキとのシート争いに打ち勝ったスーティルが復帰。2011年以来のコンビとなる。開幕戦ではいきなりスーティルがトップランを果たすなど序盤は好調なシーズンを送っていたが、シーズン中盤にタイヤの規制変更が行われると、みるみる失速。デビュー以来安定性の高かったディ・レスタもリタイアが目立った。それでもチームの地元のインドGPでは入賞を果たすなどチームとしての意地は見せた。
ポイントは77ポイントと前年を下回ったが、ランキングではザウバーを上回り6位を獲得した。

### 2014年

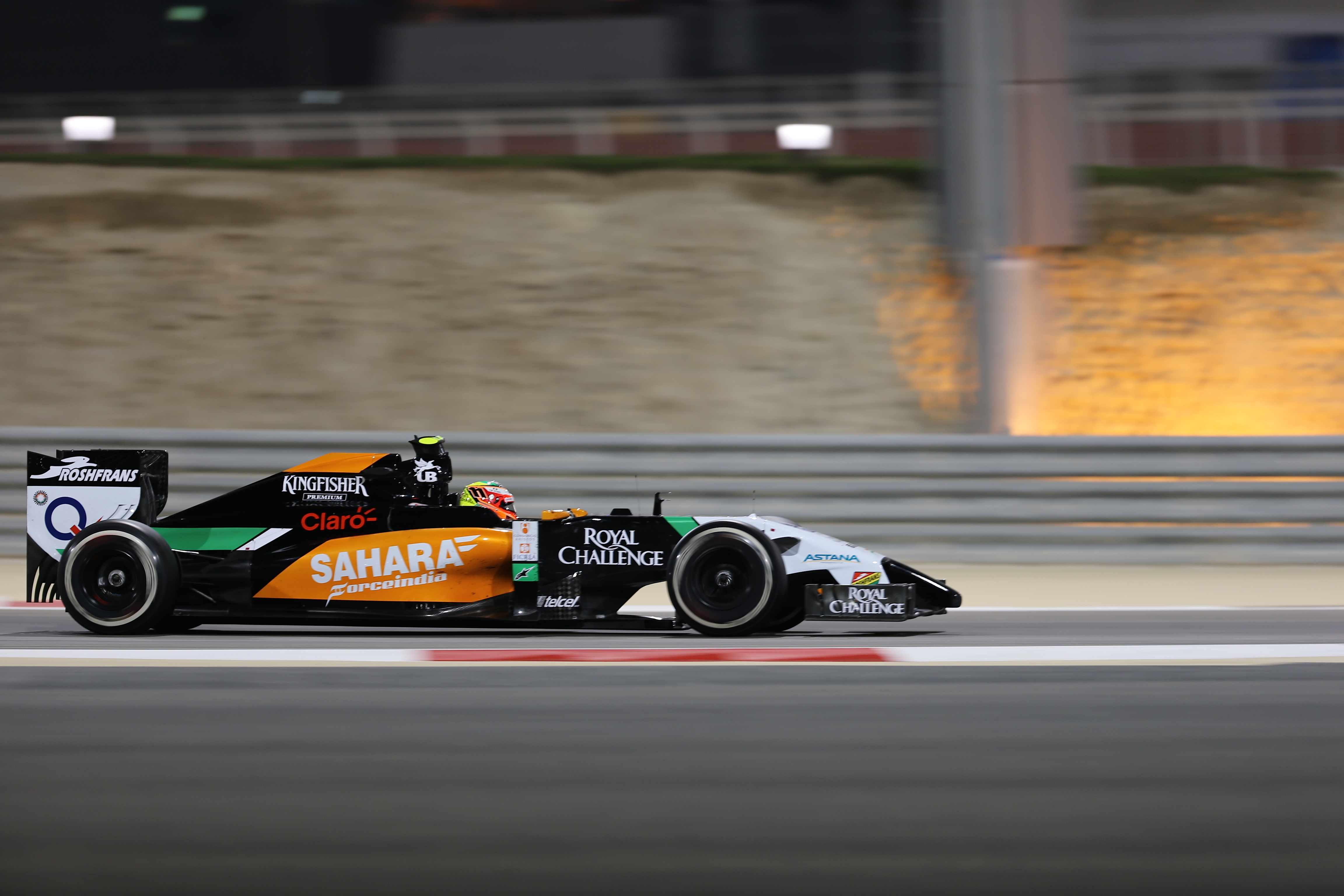
バーレーンGPでチームに5年ぶりの表彰台をもたらしたセルジオ・ペレス

ドライバーを一新する。チームに復帰したヒュルケンベルグと、マクラーレンから移籍したセルジオ・ペレスのコンビとなる。ヒュルケンベルグは開幕から順調にポイントを重ね、ペレスは第3戦バーレーンGPでチームに表彰台をもたらす。3戦終了した時点ではヒュルケンベルグはメルセデスの2人に次ぐランキング3位、チームとしてもメルセデスに次ぐ2位につけていた。しかし、ハンガリーGPで両者が接触しリタイアしたところから流れが一変する。メルセデスのパワーユニットを搭載するチームの中でも好調の波に乗り切れない展開が続いた。
それでも両者で155ポイントと昨年の約2倍のポイントを獲得した。ランキングは変わらず6位。

### 2015年

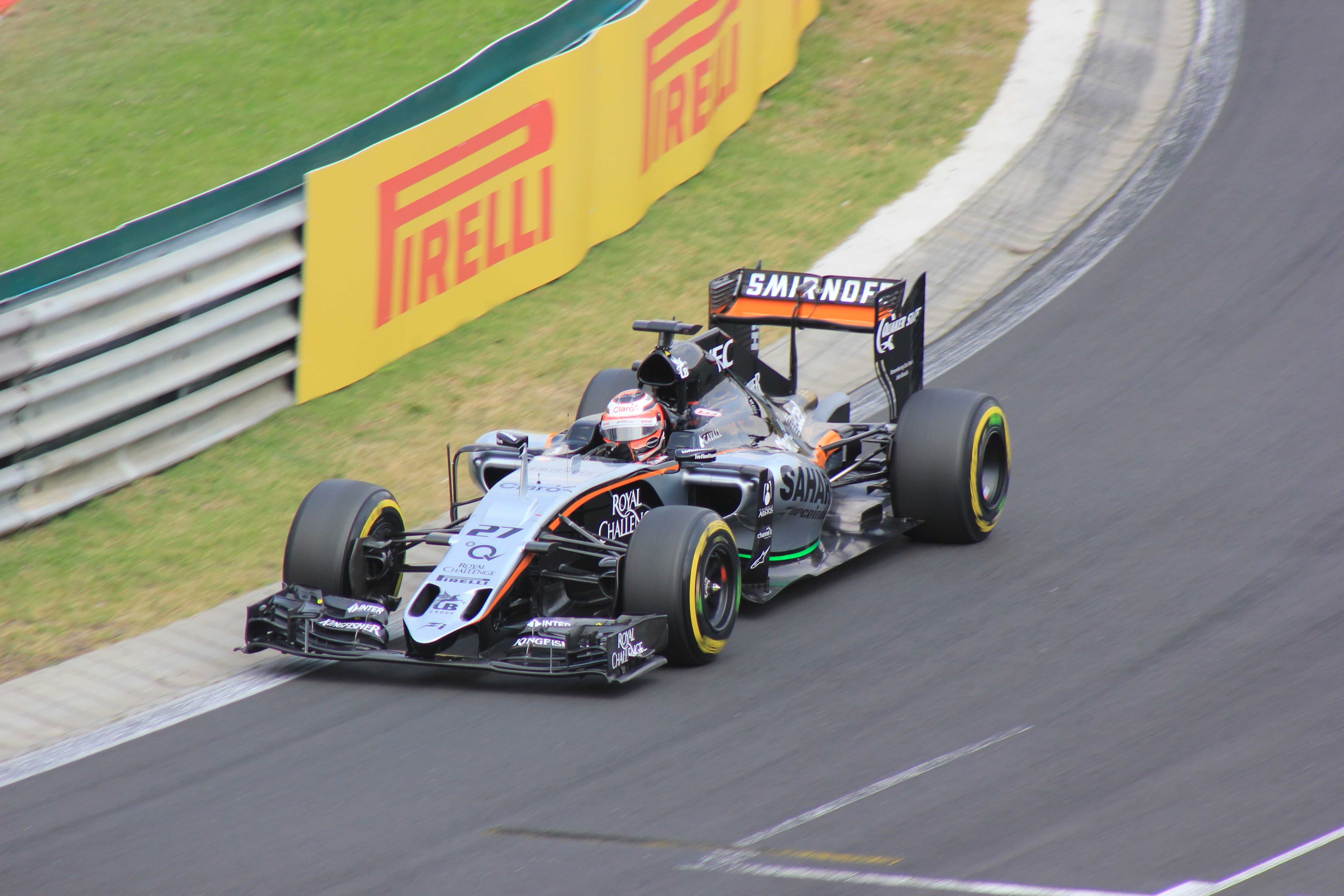
シーズン後半からVJM08Bを投入（ニコ・ヒュルケンベルグ、ハンガリーGP）

ドライバーは2人とも残留。しかし、チームとしての資金難が目立ち、序盤は苦戦。そろってQ1落ちを喫するまでに至っていた。それでもマシンの開発は続き、Bスペックのマシンを投入してからは流れが大きく変わる。オーストリアGPではヒュルケンベルグが予選5位を、ロシアGPではペレスが3位表彰台を獲得するなど、2人のドライバーが堅実にポイントを稼ぎ、後半戦は見事に復調。ベルギーGPではペレスがスタートを決め2位に浮上すると、ケメルストレートでルイス・ハミルトンに並び、あわやトップに躍り出るのではないかという場面も見せた。
ポイントは136ポイントと前年より下げたものの、マクラーレンの不振によりランキングは5位に上がる。これはいままでのフォース・インディアとしての最高順位を更新する結果となった。

### 2016年

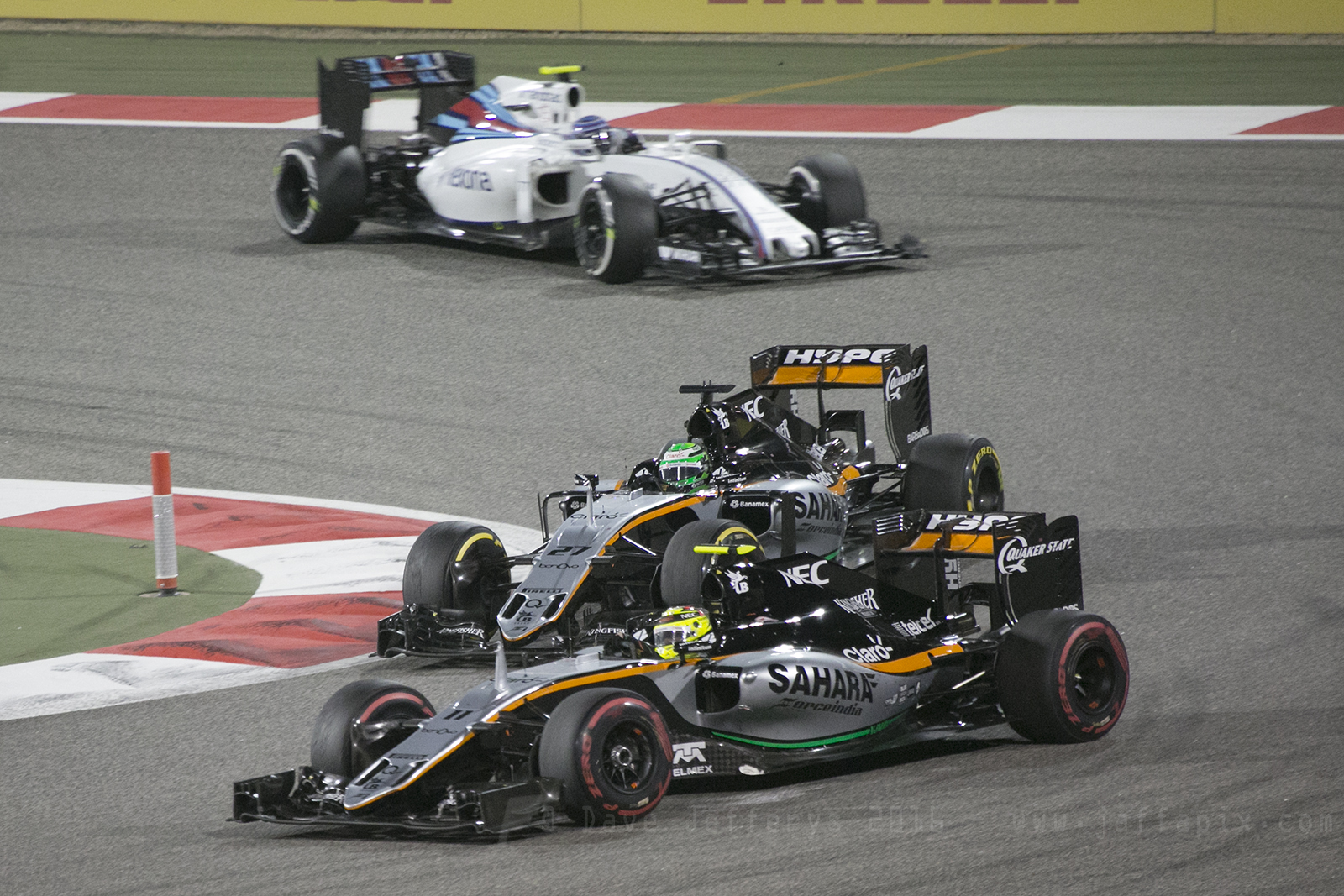
チーム最高順位を更新したVJM09（セルジオ・ペレス（前）、ニコ・ヒュルケンベルグ（後）、バーレーンGP）

ドライバーは2人とも残留。チームとしての資金難は相変わらずだが、マシンのパフォーマンスは高く、ペレスが2度の3位表彰台を獲得。ドイツGPからはペレスが全戦で入賞、ヒュルケンベルグもイギリスGPからリタイアしたレース以外は入賞するなどパフォーマンスの高さを見せた。最終的にはウィリアムズとのコンストラクターズランキング争いを制しトップ3（メルセデス、レッドブル、フェラーリ）に続くコンストラクターズ4位となり、チーム最高順位をさらに更新した。

### 2017年

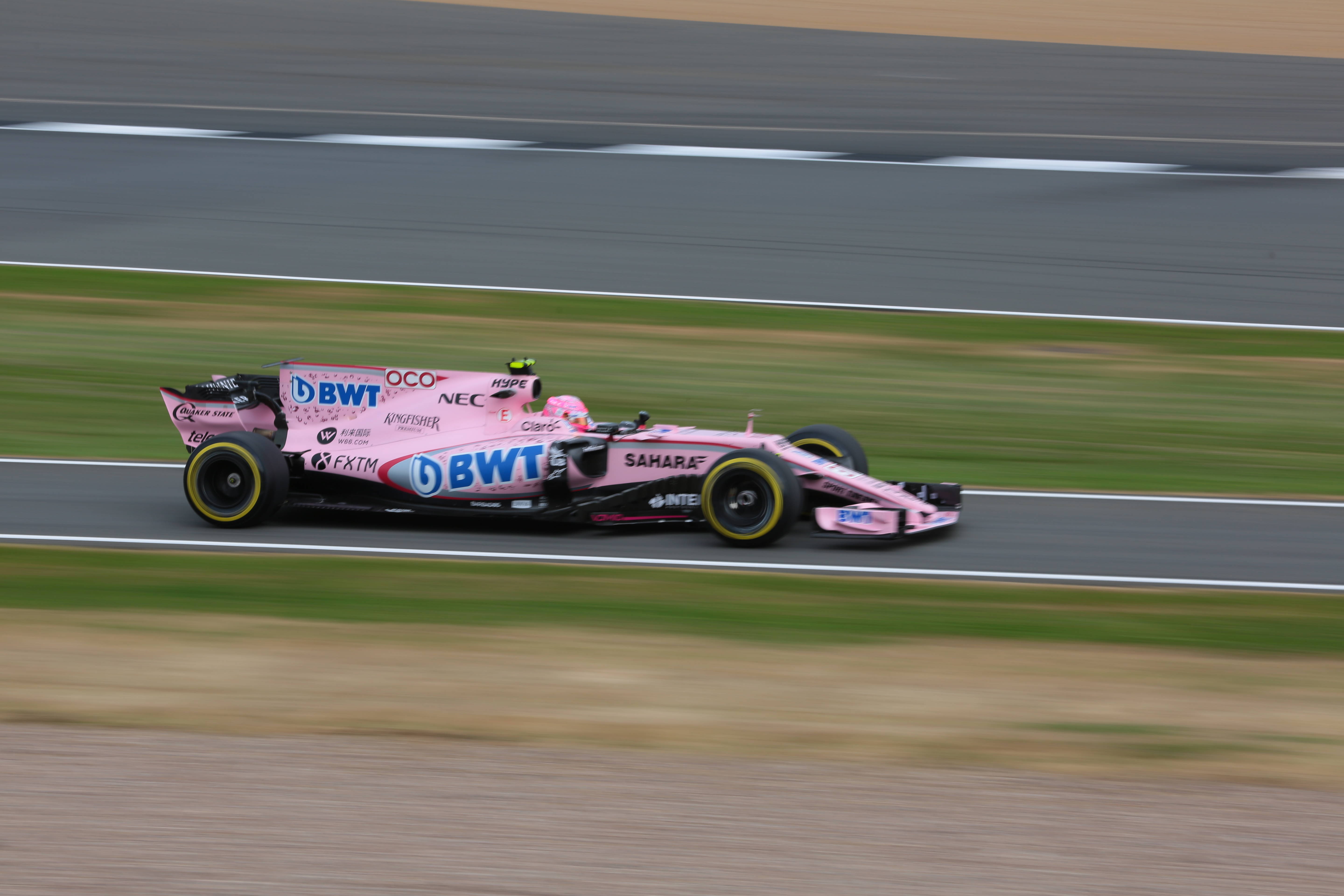
カラーリングが一新されたVJM10（イギリスGP、ドライバーはエステバン・オコン）

ヒュルケンベルグに比べ好成績をおさめていたペレスにはルノーなどから声がかかっていたが、最終的にペレスはフォース・インディアへの残留を決めた。すると直後にヒュルケンベルグがルノーへの移籍を発表した。11月11日、空いたシートにはメルセデスの育成ドライバーであるエステバン・オコンが座ることが発表された。オーストリアの浄水器メーカー、BWTのスポンサード開始に伴い、マシンのカラーリングがピンクに変更された。
表彰台には届いていないが安定性が非常に高く、トップ3チームに次ぐ力を見せており、レッドブルに迫る勢いを見せている。しかし、両者の力が拮抗しており、近い位置を走行しているためか、時々チームメイトでの同士討ちが起こっている。アゼルバイジャンGPでは両者接触によりペレスがリタイアし、ペレス自身の連続完走記録が37で止まってしまった。ベルギーGPではスタート直後とレース中盤に2回接触事故が発生し、リタイアまではいかなかったが（ペレスは完走扱い）チームは非常に頭を悩ませており、とうとうチーム側が「今後はチームオーダーでコントロールする」と発言する事態となった。これ以降は全てダブル入賞を続けていき、メキシコGPで2年連続のコンストラクターズランキング4位を確定させた。しかし翌戦のブラジルグランプリで、オコンが他車との接触事故に巻き込まれリタイアし、デビューからの連続完走記録が27でストップした。今シーズンは2013年以来の表彰台無しとなったものの、リタイアはわずか計2回でメカニカルトラブルが原因でのリタイアはなし、モナコGP以外の全てのレースで入賞し、かつ20戦中16戦でダブル入賞とチーム史上最高の入賞率および完走率を記録し近年稀にみる高い安定性と信頼性を誇った。獲得ポイントは185ポイントで前年を上回り、5位のウィリアムズにほぼダブルスコアの差をつける大躍進のシーズンとなった。しかし、4月にチーム代表のビジェイ・マリヤが詐欺罪で逮捕され、チームに暗い影を落とすことになった。

### 2018年

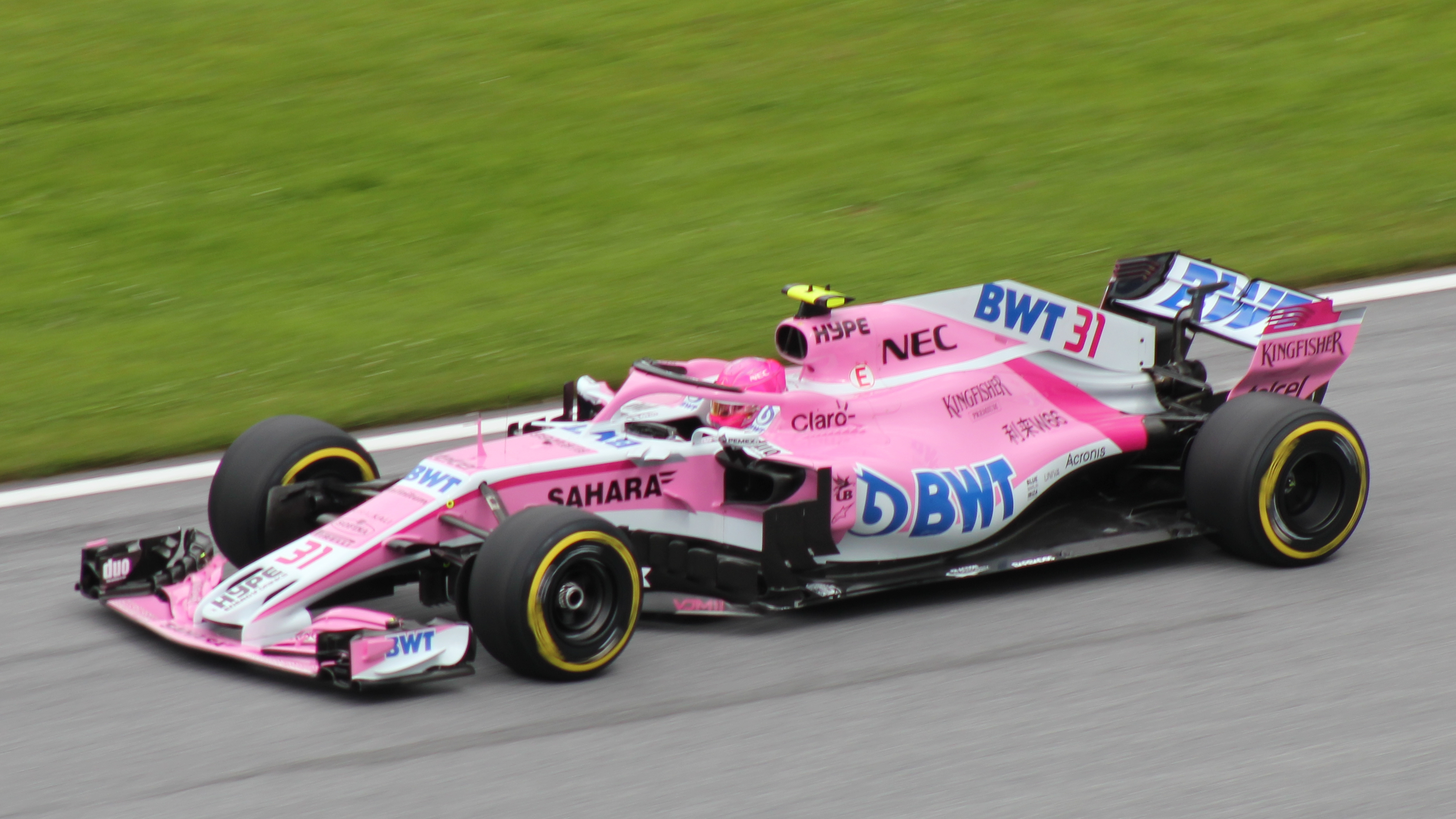
最後のマシンVJM11（オーストリアGP、ドライバーはエステバン・オコン）

ドライバーはペレスとオコンが残留。チーム名から「インド」を外して国際色豊かな名称に変更することを検討したものの頓挫し、この年も「フォース・インディア」のままでシーズンを戦うことになった。さらに分配金の前借りが不可能となり、深刻な資金難に陥っている。新車VJM11も開幕前から根本的な問題を抱えており、前年までの躍進から後退した。その影響で2017年第6戦のモナコGP以外ダブル入賞の常連であった前年と比べ、第3戦中国GPまでオコンの10位入賞のみと低迷していたが、第4戦アゼルバイジャンGPの大波乱のレースを潜り抜けたペレスが2年ぶりの3位表彰台を獲得した。F1参戦200戦目を迎えた第9戦オーストリアGPでようやく今季初のダブル入賞を果たした。
しかし、深刻な資金難は解消されず、ハンガリーGPにてチームの破産手続きを始めたと発表した。債権者の一人でもあったペレスは、チームを破綻から救うために断腸の思いで手続きを決断した。これによってチーム代表のマリヤの所有権が消滅し、同時にマリヤの影響でチームが消滅する事態は回避されることとなった。チーム自体は管財人の管理下で売却先を求めることになり、2017年よりF1参戦しているランス・ストロールの父親で資産家のローレンス・ストロールが率いるコンソーシアムへの売却が決まった。これに伴い第13戦ベルギーGPよりチーム名を「レーシングポイント・フォース・インディア・F1チーム」に変更。FIAからの承認を受けて本レースの出場は可能になったが、新規参戦と見なされたためハンガリーGPまでのコンストラクターズポイントは無効とされた（ドライバーズポイントに関してはそのまま保持）。新生フォース・インディアの初戦となったベルギーGPは、雨による混乱のあった予選でオコンが3位、ペレスが4位とグリッドの2列目を占め、決勝でもペレスが5位、オコンが6位とダブル入賞を果たした。
ここから、52ポイントを獲得して、ランキング7位まで盛り返し、抹消されたポイントも換算すれば事実上の5位でシーズンを終えた。シーズン中は混乱を避ける意味やコンストラクターズポイントの維持を狙い、フォース・インディアの名前をチーム名に入れていたが、シーズン終了後、再変更の可能性はあるものの、来季にエントリーするチーム名として「レーシング・ポイントF1チーム」で申請されたことに伴い、ここに約10年にも及ぶフォース・インディアの歴史に幕が閉じた。

## 戦績
| 年   | シャシー     | エンジン                               | タイヤ | ドライバー       | 1   | 2   | 3   | 4   | 5   | 6   | 7   | 8   | 9   | 10  | 11  | 12  | 13  | 14  | 15  | 16  | 17  | 18  | 19  | 20  | 21  | ポイント | ランキング |
| ---- | ------------ | -------------------------------------- | ------ | ---------------- | --- | --- | --- | --- | --- | --- | --- | --- | --- | --- | --- | --- | --- | --- | --- | --- | --- | --- | --- | --- | --- | -------- | ---------- |
| 2008 | VJM01        | フェラーリ 056 2.4L V8                 | B      |                  | AUS | MAL | BHR | ESP | TUR | MON | CAN | FRA | GBR | GER | HUN | EUR | BEL | ITA | SIN | JPN | CHN | BRA |     |     |     | 0        | 10位       |
| 2008 | VJM01        | フェラーリ 056 2.4L V8                 | B      | スーティル       | Ret | Ret | 19  | Ret | 16  | Ret | Ret | 19  | Ret | 15  | Ret | Ret | 13  | 19  | Ret | Ret | Ret | 16  |     |     |     | 0        | 10位       |
| 2008 | VJM01        | フェラーリ 056 2.4L V8                 | B      | フィジケラ       | Ret | 12  | 12  | 10  | Ret | Ret | Ret | 18  | Ret | 16  | 15  | 14  | 17  | Ret | 14  | Ret | 17  | 18  |     |     |     | 0        | 10位       |
| 2009 | VJM02        | メルセデス FO108W 2.4L V8              | B      |                  | AUS | MAL | CHN | BHR | ESP | MON | TUR | GBR | GER | HUN | EUR | BEL | ITA | SIN | JPN | BRA | ABU |     |     |     |     | 13       | 9位        |
| 2009 | VJM02        | メルセデス FO108W 2.4L V8              | B      | スーティル       | 9   | 17  | 17  | 16  | Ret | 14  | 17  | 17  | 15  | Ret | 10  | 11  | 4   | Ret | 13  | 14  | 12  |     |     |     |     | 13       | 9位        |
| 2009 | VJM02        | メルセデス FO108W 2.4L V8              | B      | フィジケラ       | 11  | 18  | 14  | 15  | 14  | 9   | Ret | 10  | 11  | 14  | 12  | 2   |     |     |     |     |     |     |     |     |     | 13       | 9位        |
| 2009 | VJM02        | メルセデス FO108W 2.4L V8              | B      | リウッツィ       |     |     |     |     |     |     |     |     |     |     |     |     | Ret | 14  | 14  | 11  | 15  |     |     |     |     | 13       | 9位        |
| 2010 | VJM03        | メルセデス FO108X 2.4L V8              | B      |                  | BHR | AUS | MAL | CHN | ESP | MON | TUR | CAN | EUR | GBR | GER | HUN | BEL | ITA | SIN | JPN | KOR | BRA | ABU |     |     | 68       | 7位        |
| 2010 | VJM03        | メルセデス FO108X 2.4L V8              | B      | スーティル       | 12  | Ret | 5   | 11  | 7   | 8   | 9   | 10  | 4   | 8   | 17  | Ret | 5   | 16  | 9   | Ret | Ret | 12  | 13  |     |     | 68       | 7位        |
| 2010 | VJM03        | メルセデス FO108X 2.4L V8              | B      | リウッツィ       | 9   | 7   | Ret | Ret | 15  | 9   | 13  | 6   | 16  | 11  | 16  | 13  | 10  | 12  | Ret | 11  | 6   | Ret | Ret |     |     | 68       | 7位        |
| 2011 | VJM04        | メルセデス FO108Y 2.4L V8              | P      |                  | AUS | MAL | CHN | TUR | ESP | MON | CAN | EUR | GBR | GER | HUN | BEL | ITA | SIN | JPN | KOR | IND | ABU | BRA |     |     | 69       | 6位        |
| 2011 | VJM04        | メルセデス FO108Y 2.4L V8              | P      | スーティル       | 9   | 11  | 15  | 13  | 13  | 7   | Ret | 9   | 11  | 6   | 14  | 7   | Ret | 8   | 11  | 11  | 9   | 8   | 6   |     |     | 69       | 6位        |
| 2011 | VJM04        | メルセデス FO108Y 2.4L V8              | P      | ディ・レスタ     | 10  | 10  | 11  | Ret | 12  | 12  | 18  | 14  | 15  | 13  | 7   | 11  | 8   | 6   | 12  | 10  | 13  | 9   | 8   |     |     | 69       | 6位        |
| 2012 | VJM05        | メルセデス FO108Z 2.4L V8              | P      |                  | AUS | MAL | CHN | BHR | ESP | MON | CAN | EUR | GBR | GER | HUN | BEL | ITA | SIN | JPN | KOR | IND | ABU | USA | BRA |     | 109      | 7位        |
| 2012 | VJM05        | メルセデス FO108Z 2.4L V8              | P      | ディ・レスタ     | 10  | 7   | 12  | 6   | 14  | 7   | 11  | 7   | Ret | 11  | 12  | 10  | 8   | 4   | 12  | 12  | 12  | 9   | 15  | 19† |     | 109      | 7位        |
| 2012 | VJM05        | メルセデス FO108Z 2.4L V8              | P      | ヒュルケンベルグ | Ret | 9   | 15  | 12  | 10  | 8   | 12  | 5   | 12  | 9   | 11  | 4   | 21† | 14  | 7   | 6   | 8   | Ret | 8   | 5   |     | 109      | 7位        |
| 2013 | VJM06        | メルセデス FO108F 2.4L V8              | P      |                  | AUS | MAL | CHN | BHR | ESP | MON | CAN | GBR | GER | HUN | BEL | ITA | SIN | KOR | JPN | IND | ABU | USA | BRA |     |     | 77       | 6位        |
| 2013 | VJM06        | メルセデス FO108F 2.4L V8              | P      | ディ・レスタ     | 8   | Ret | 8   | 4   | 7   | 9   | 7   | 9   | 11  | 18† | Ret | Ret | 20† | Ret | 11  | 8   | 6   | 15  | 11  |     |     | 77       | 6位        |
| 2013 | VJM06        | メルセデス FO108F 2.4L V8              | P      | スーティル       | 7   | Ret | Ret | 13  | 13  | 5   | 10  | 7   | 13  | Ret | 9   | 16† | 10  | 20† | 14  | 9   | 10  | Ret | 13  |     |     | 77       | 6位        |
| 2014 | VJM07        | メルセデス PU106A Hybrid 1.6L V6ターボ | P      |                  | AUS | MAL | BHR | CHN | ESP | MON | CAN | AUT | GBR | GER | HUN | BEL | ITA | SIN | JPN | RUS | USA | BRA | ABU |     |     | 155      | 6位        |
| 2014 | VJM07        | メルセデス PU106A Hybrid 1.6L V6ターボ | P      | ヒュルケンベルグ | 6   | 5   | 5   | 6   | 10  | 5   | 5   | 9   | 8   | 7   | Ret | 10  | 12  | 9   | 8   | 12  | Ret | 8   | 6   |     |     | 155      | 6位        |
| 2014 | VJM07        | メルセデス PU106A Hybrid 1.6L V6ターボ | P      | ペレス           | 10  | DNS | 3   | 9   | 9   | Ret | 11† | 6   | 11  | 10  | Ret | 8   | 7   | 7   | 10  | 10  | Ret | 15  | 7   |     |     | 155      | 6位        |
| 2015 | VJM08 VJM08B | メルセデス PU106B Hybrid 1.6L V6ターボ | P      |                  | AUS | MAL | CHN | BHR | ESP | MON | CAN | AUT | GBR | HUN | BEL | ITA | SIN | JPN | RUS | USA | MEX | BRA | ABU |     |     | 136      | 5位        |
| 2015 | VJM08 VJM08B | メルセデス PU106B Hybrid 1.6L V6ターボ | P      | ヒュルケンベルグ | 7   | 14  | Ret | 13  | 15  | 11  | 8   | 6   | 7   | Ret | DNS | 7   | Ret | 6   | Ret | Ret | 7   | 6   | 7   |     |     | 136      | 5位        |
| 2015 | VJM08 VJM08B | メルセデス PU106B Hybrid 1.6L V6ターボ | P      | ペレス           | 10  | 13  | 11  | 8   | 13  | 7   | 11  | 9   | 9   | Ret | 5   | 6   | 7   | 12  | 3   | 5   | 8   | 12  | 5   |     |     | 136      | 5位        |
| 2016 | VJM09        | メルセデス PU106C Hybrid 1.6L V6ターボ | P      |                  | AUS | BHR | CHN | RUS | ESP | MON | CAN | EUR | AUT | GBR | HUN | GER | BEL | ITA | SIN | MAL | JPN | USA | MEX | BRA | ABU | 173      | 4位        |
| 2016 | VJM09        | メルセデス PU106C Hybrid 1.6L V6ターボ | P      | ヒュルケンベルグ | 7   | 15  | 15  | Ret | Ret | 6   | 8   | 9   | 19† | 7   | 10  | 7   | 4   | 10  | Ret | 8   | 8   | Ret | 7   | 7   | 7   | 173      | 4位        |
| 2016 | VJM09        | メルセデス PU106C Hybrid 1.6L V6ターボ | P      | ペレス           | 13  | 16  | 11  | 9   | 7   | 3   | 10  | 3   | 17† | 6   | 11  | 10  | 5   | 8   | 8   | 6   | 7   | 8   | 10  | 4   | 8   | 173      | 4位        |
| 2017 | VJM10        | メルセデス M08 EQ Power+ 1.6L V6ターボ | P      |                  | AUS | CHN | BHR | RUS | ESP | MON | CAN | AZE | AUT | GBR | HUN | BEL | ITA | SIN | MAL | JPN | USA | MEX | BRA | ABU |     | 187      | 4位        |
| 2017 | VJM10        | メルセデス M08 EQ Power+ 1.6L V6ターボ | P      | ペレス           | 7   | 9   | 7   | 6   | 4   | 13  | 5   | Ret | 7   | 9   | 8   | 17† | 9   | 5   | 6   | 7   | 8   | 7   | 9   | 7   |     | 187      | 4位        |
| 2017 | VJM10        | メルセデス M08 EQ Power+ 1.6L V6ターボ | P      | オコン           | 10  | 10  | 10  | 7   | 5   | 12  | 6   | 6   | 6   | 8   | 9   | 9   | 6   | 10  | 10  | 6   | 6   | 5   | Ret | 8   |     | 187      | 4位        |
| 2018 | VJM11        | メルセデス M09 EQ Power+ 1.6L V6ターボ | P      |                  | AUS | BHR | CHN | AZE | ESP | MON | CAN | FRA | AUT | GBR | GER | HUN | BEL | ITA | SIN | RUS | JPN | USA | MEX | BRA | ABU | 0 (59)   | Ex.        |
| 2018 | VJM11        | メルセデス M09 EQ Power+ 1.6L V6ターボ | P      | ペレス           | 11  | 16  | 12  | 3   | 9   | 12  | 14  | Ret | 7   | 10  | 7   | 14  |     |     |     |     |     |     |     |     |     | 0 (59)   | Ex.        |
| 2018 | VJM11        | メルセデス M09 EQ Power+ 1.6L V6ターボ | P      | オコン           | 12  | 10  | 11  | Ret | Ret | 6   | 9   | Ret | 6   | 7   | 8   | 13  |     |     |     |     |     |     |     |     |     | 0 (59)   | Ex.        |

- 太字はポールポジション、斜字はファステストラップ。(key)
- † 印はリタイアだが、90%以上の距離を走行したため規定により完走扱い。
- 2009年第2戦マレーシアGPは雨天で赤旗中断となり規定周回数の75％を満たさなかったため、獲得ポイントは半分となる。
- 2018年は第13戦ベルギーGPからレーシング・ポイントによる運営に変わり、これが新規参戦とみなされたため、第12戦ハンガリーGPまでのコンストラクターズポイントは無効となった(ペレスとオコンのドライバーズポイントは有効)。ベルギーGP以降のポイントはレーシング・ポイント#結果を参照。

## ギャラリー
- ハイノーズ型（2008年 - 2013年）

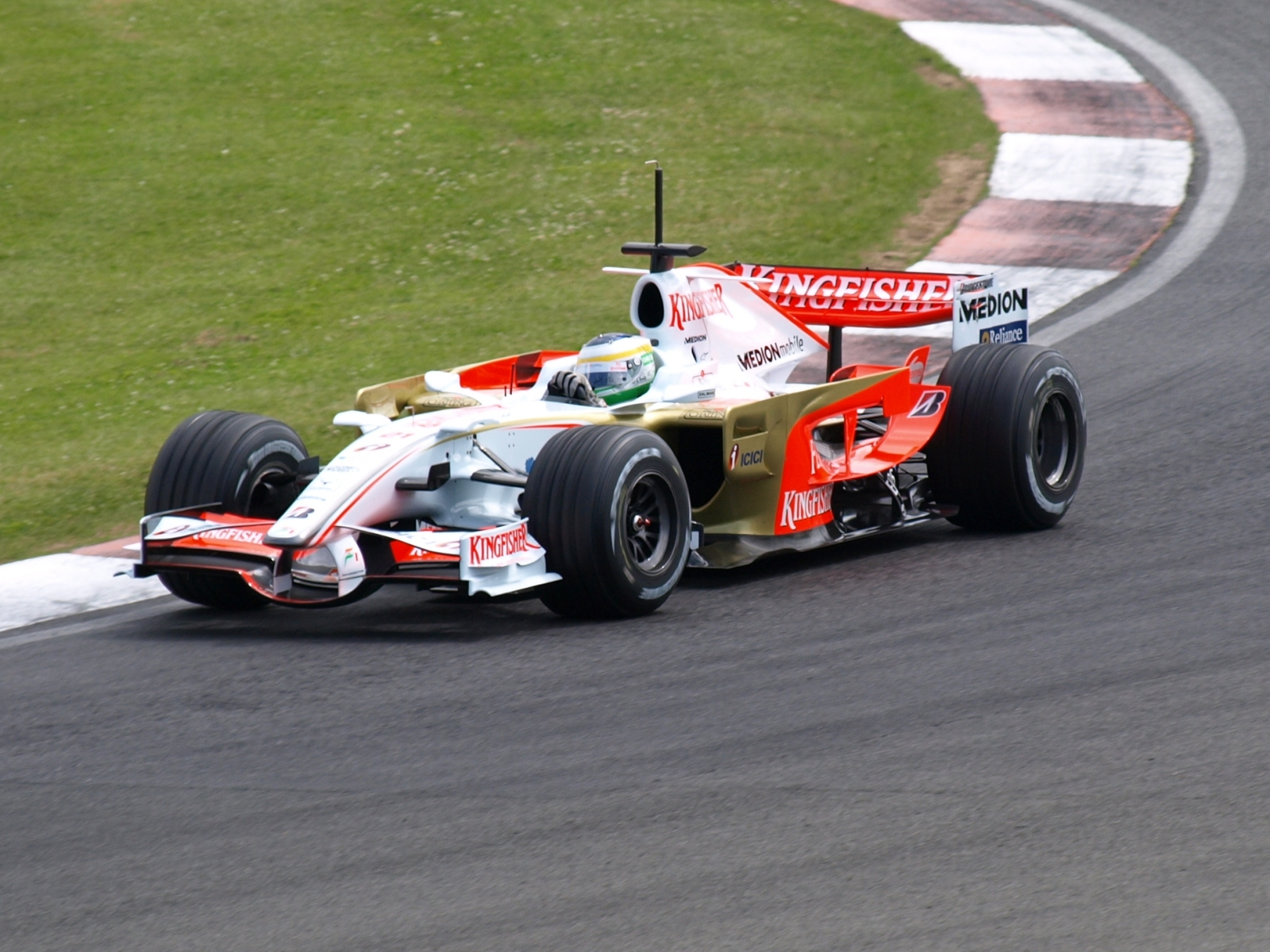
VJM01 フェラーリ
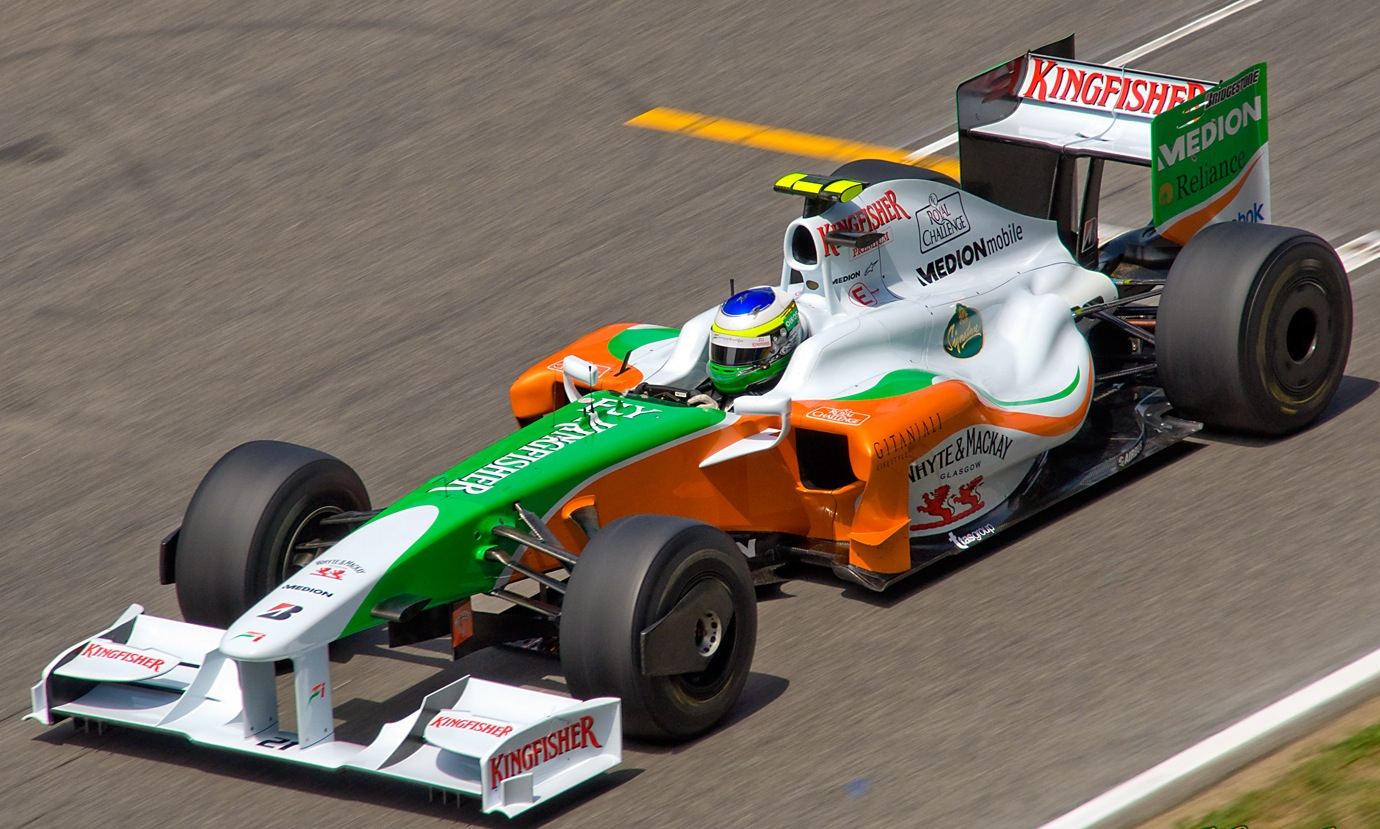
VJM02 メルセデス
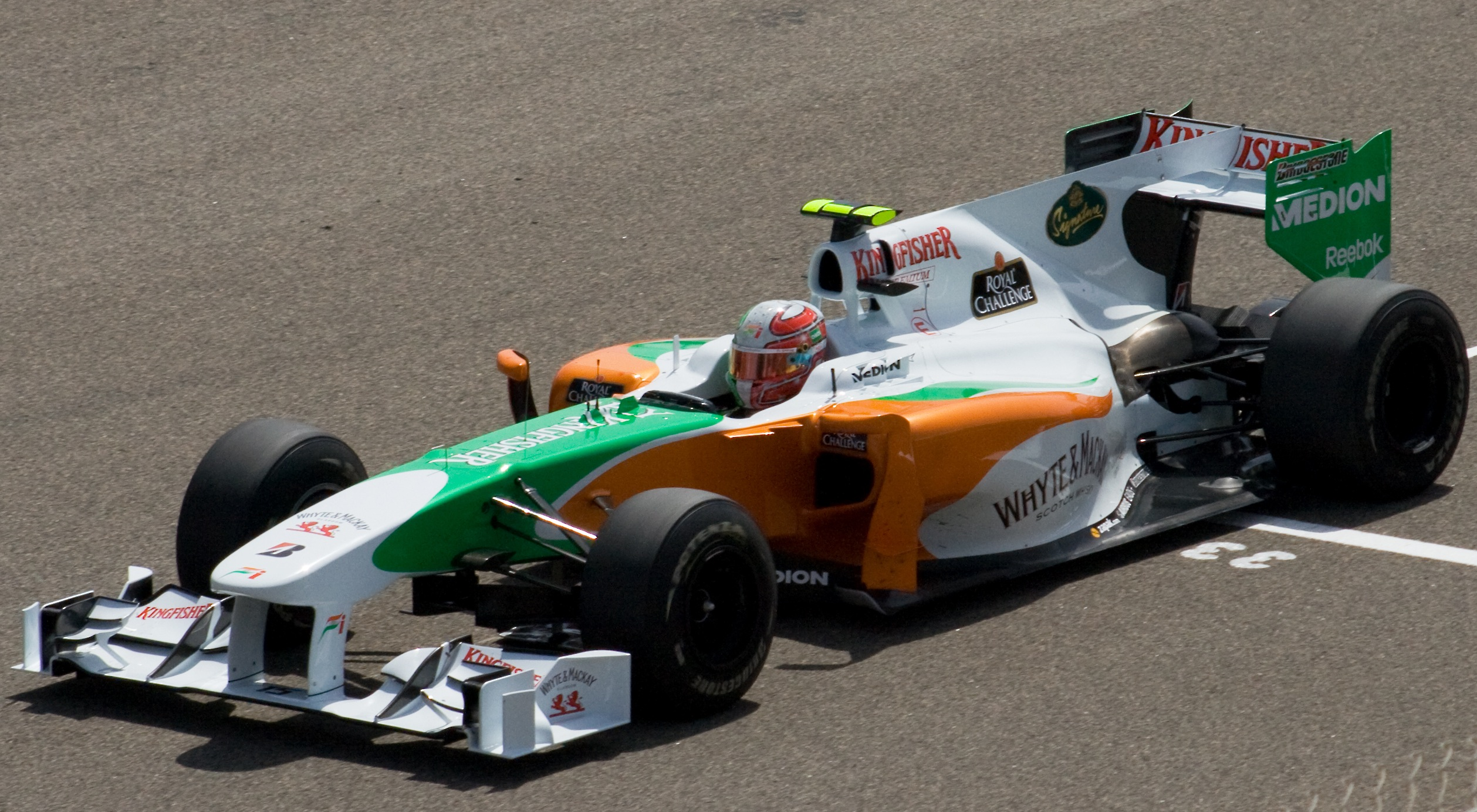
VJM03 メルセデス
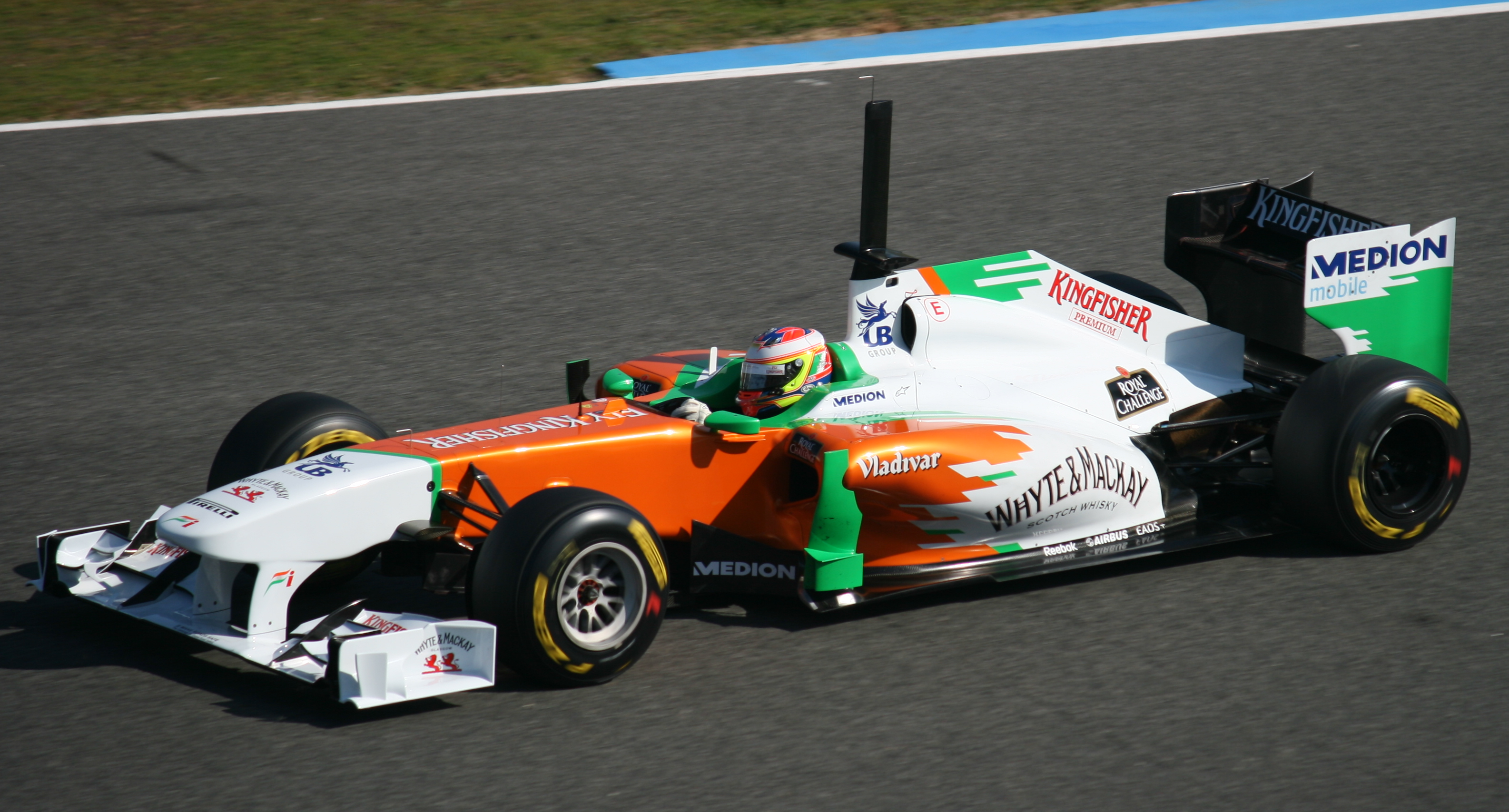
VJM04 メルセデス
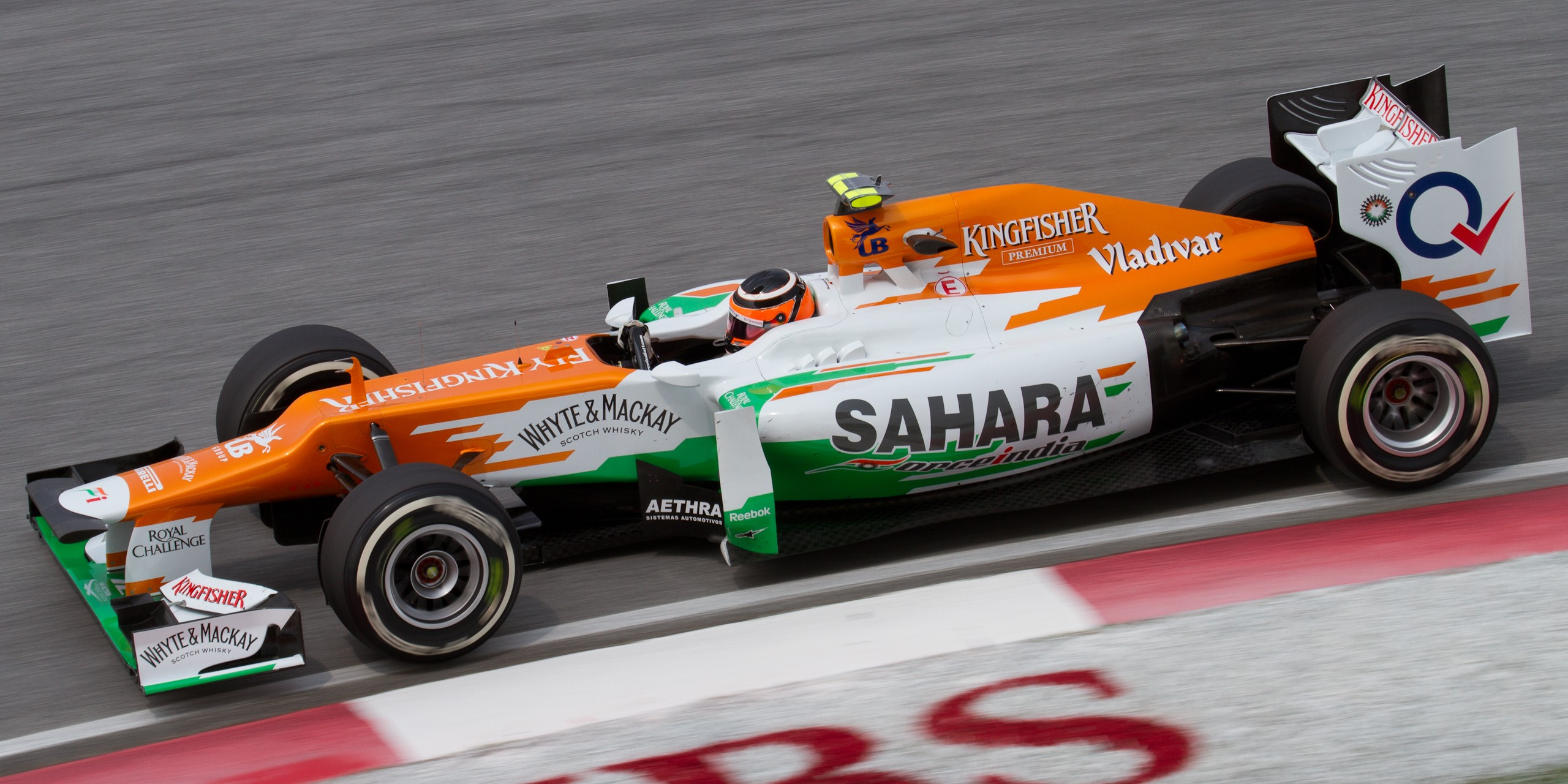
VJM05 メルセデス
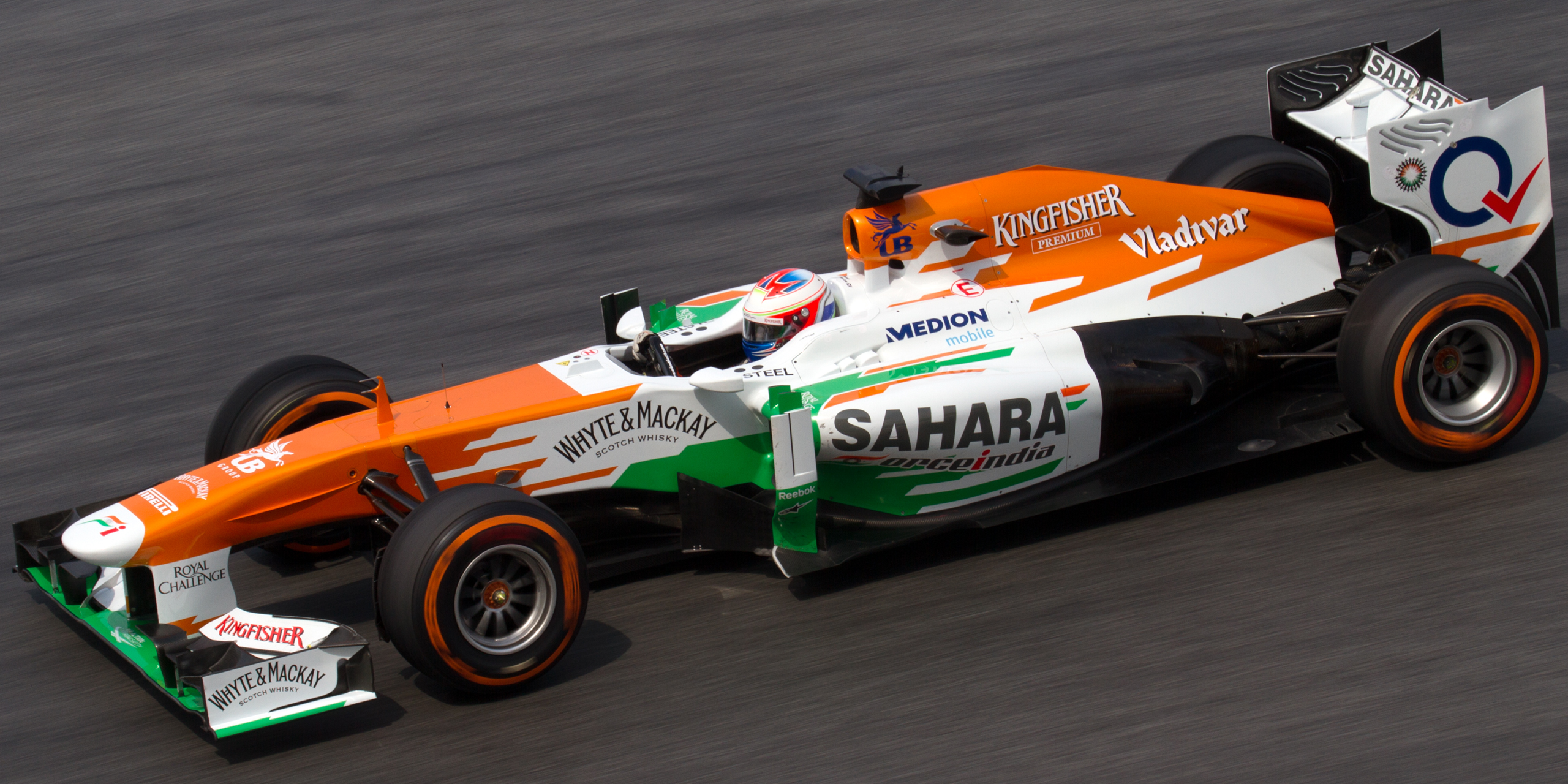
VJM06 メルセデス

- パワーユニット型（2014年 - 2018年）

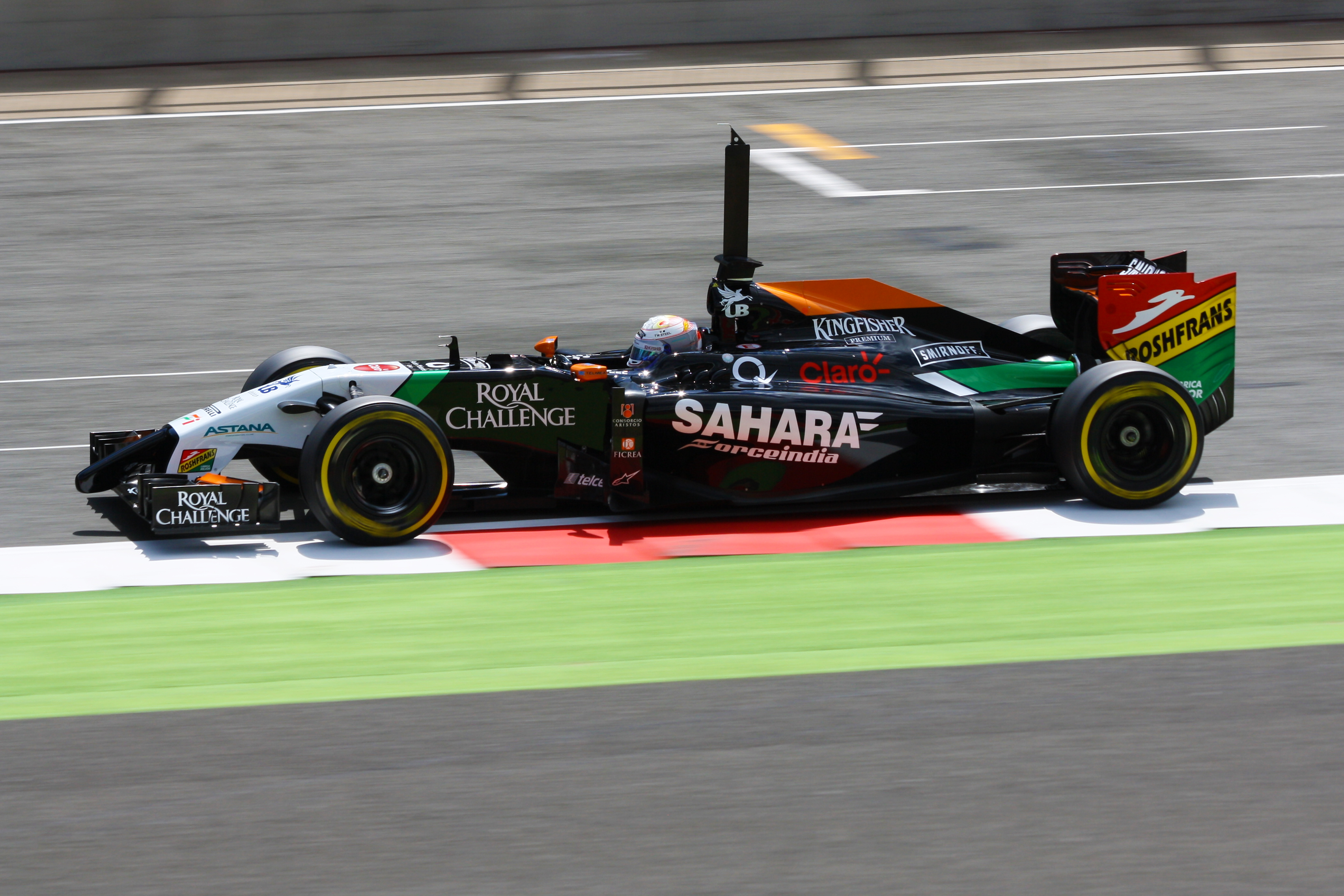
VJM07 メルセデス
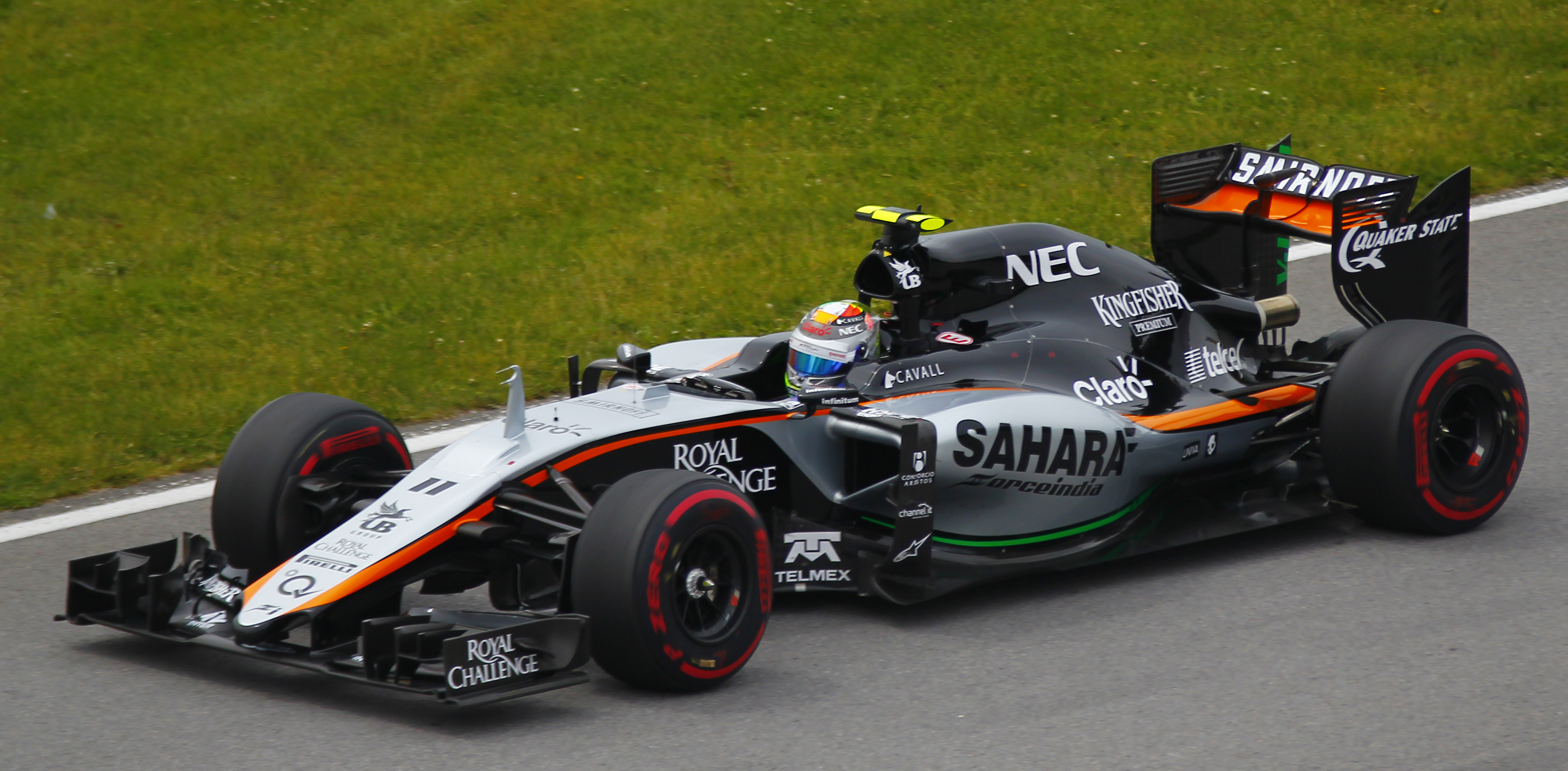
VJM08 メルセデス
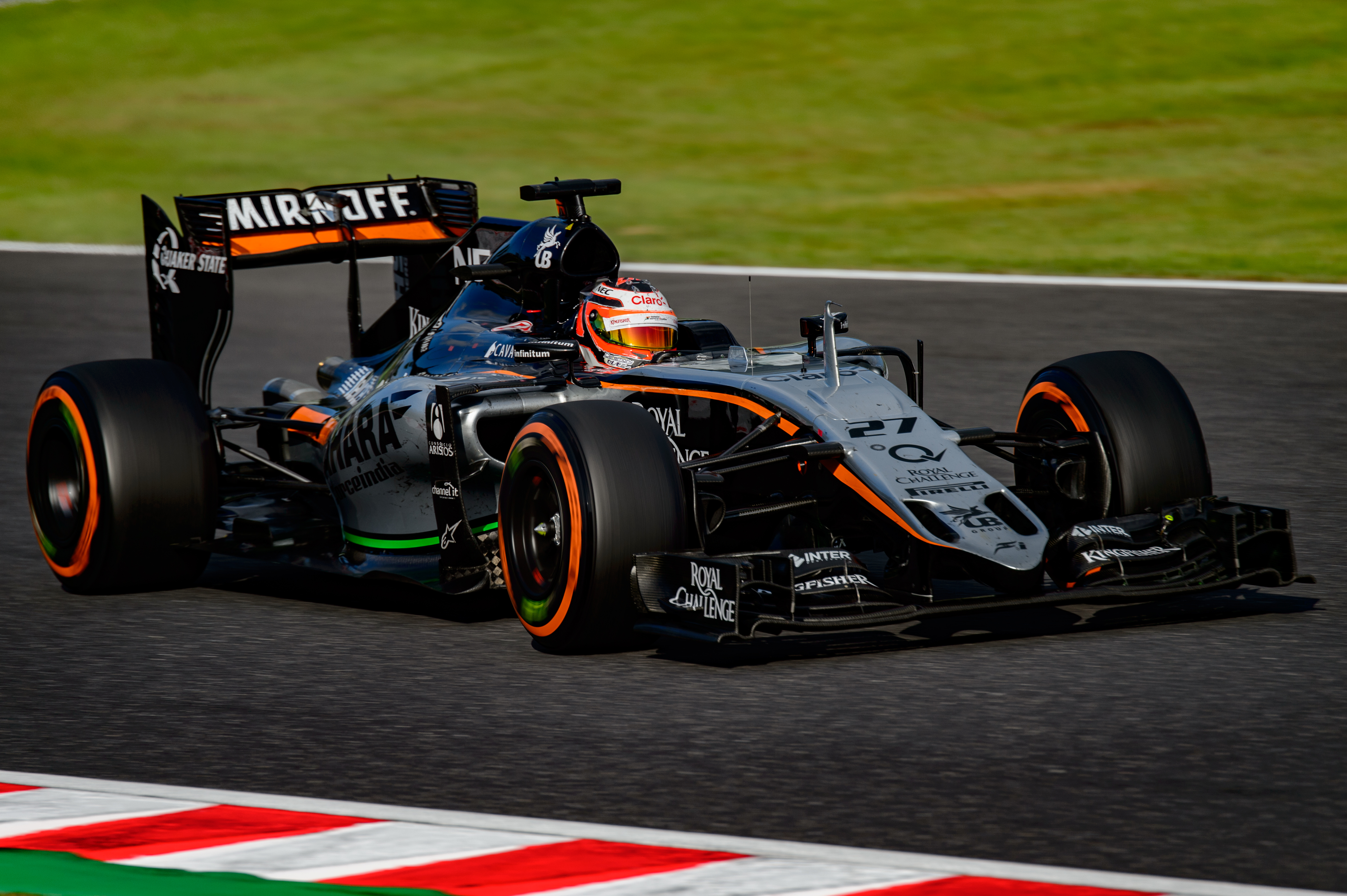
VJM08B メルセデス
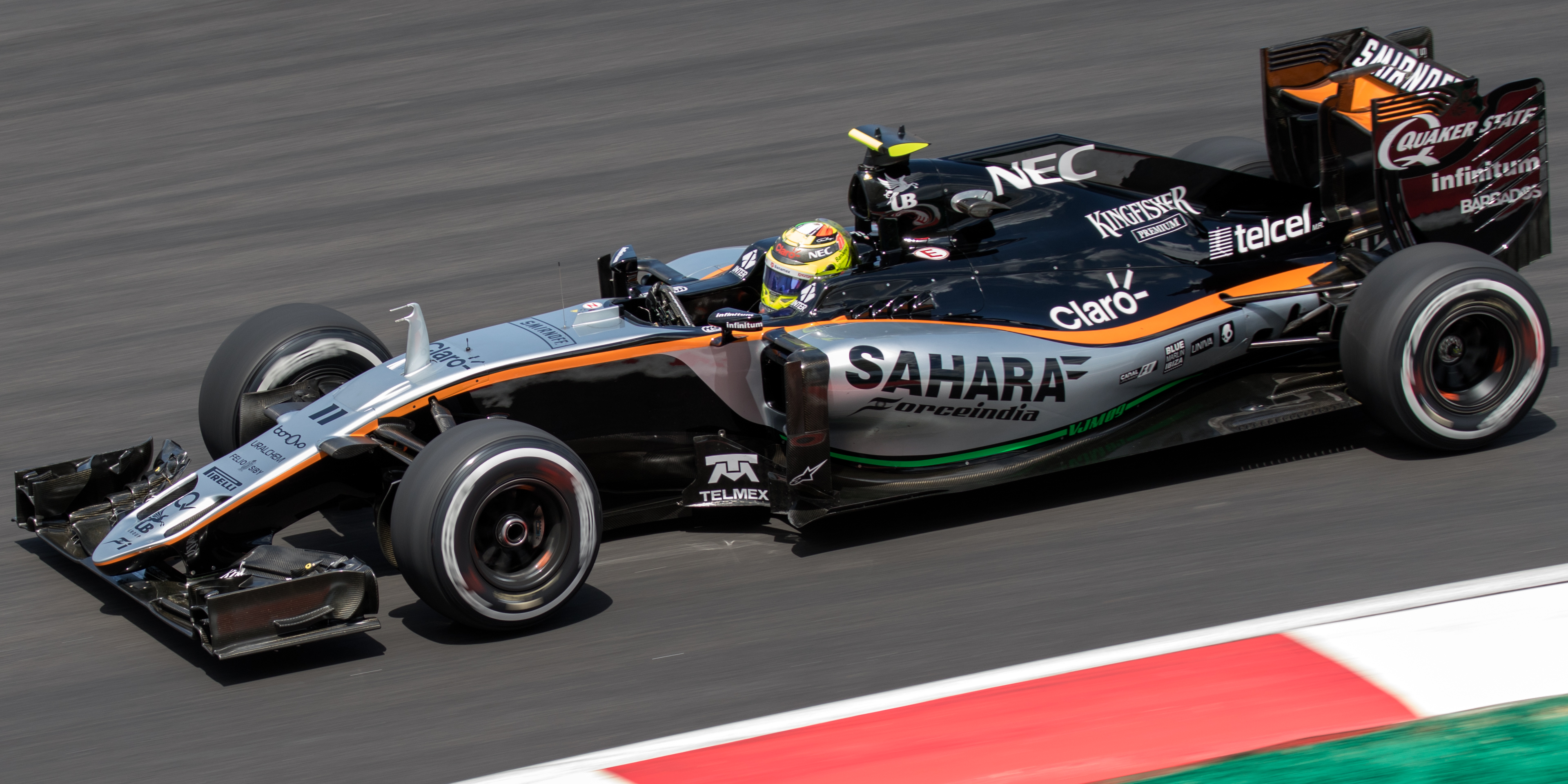
VJM09 メルセデス
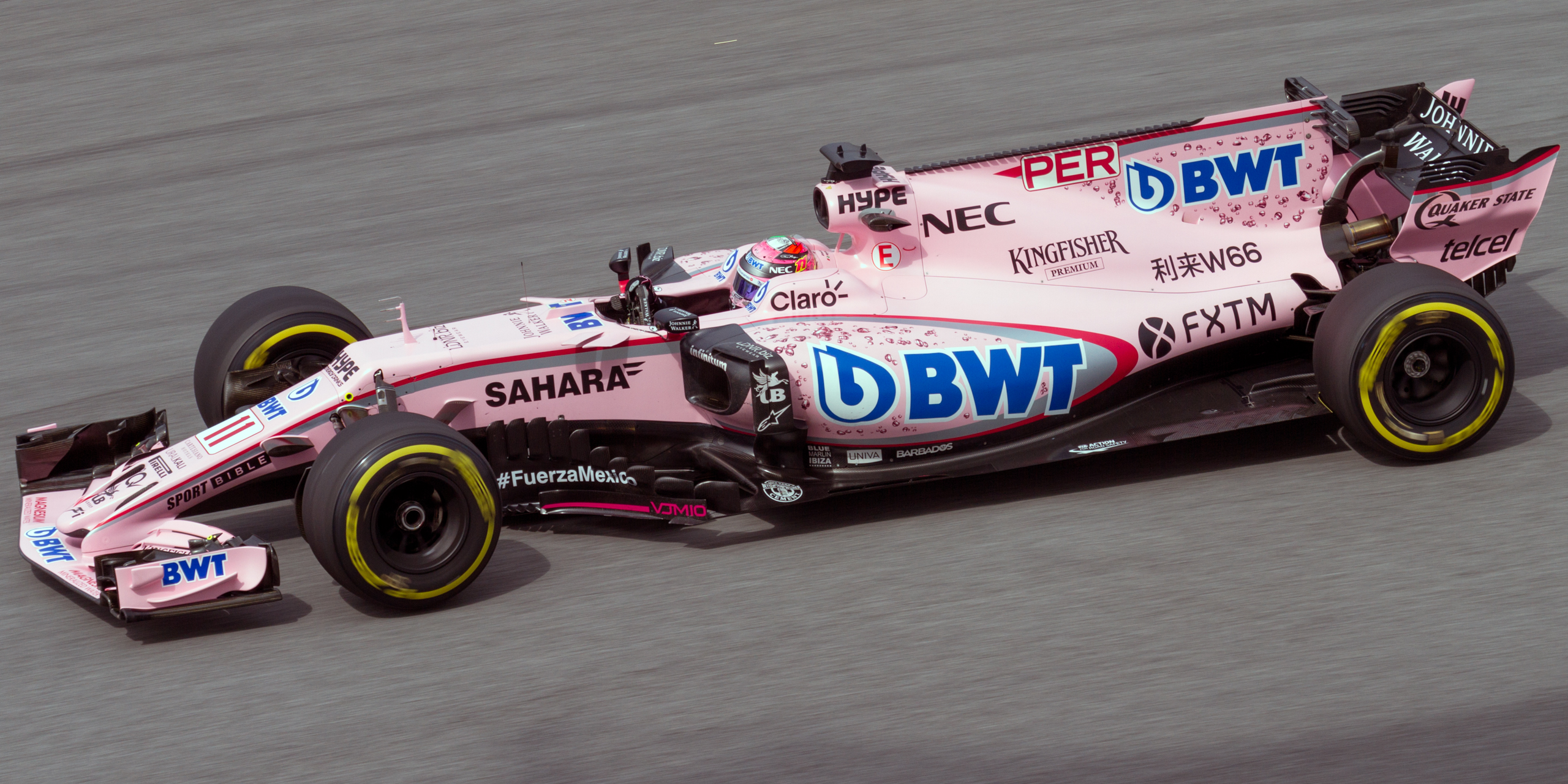
VJM10 メルセデス
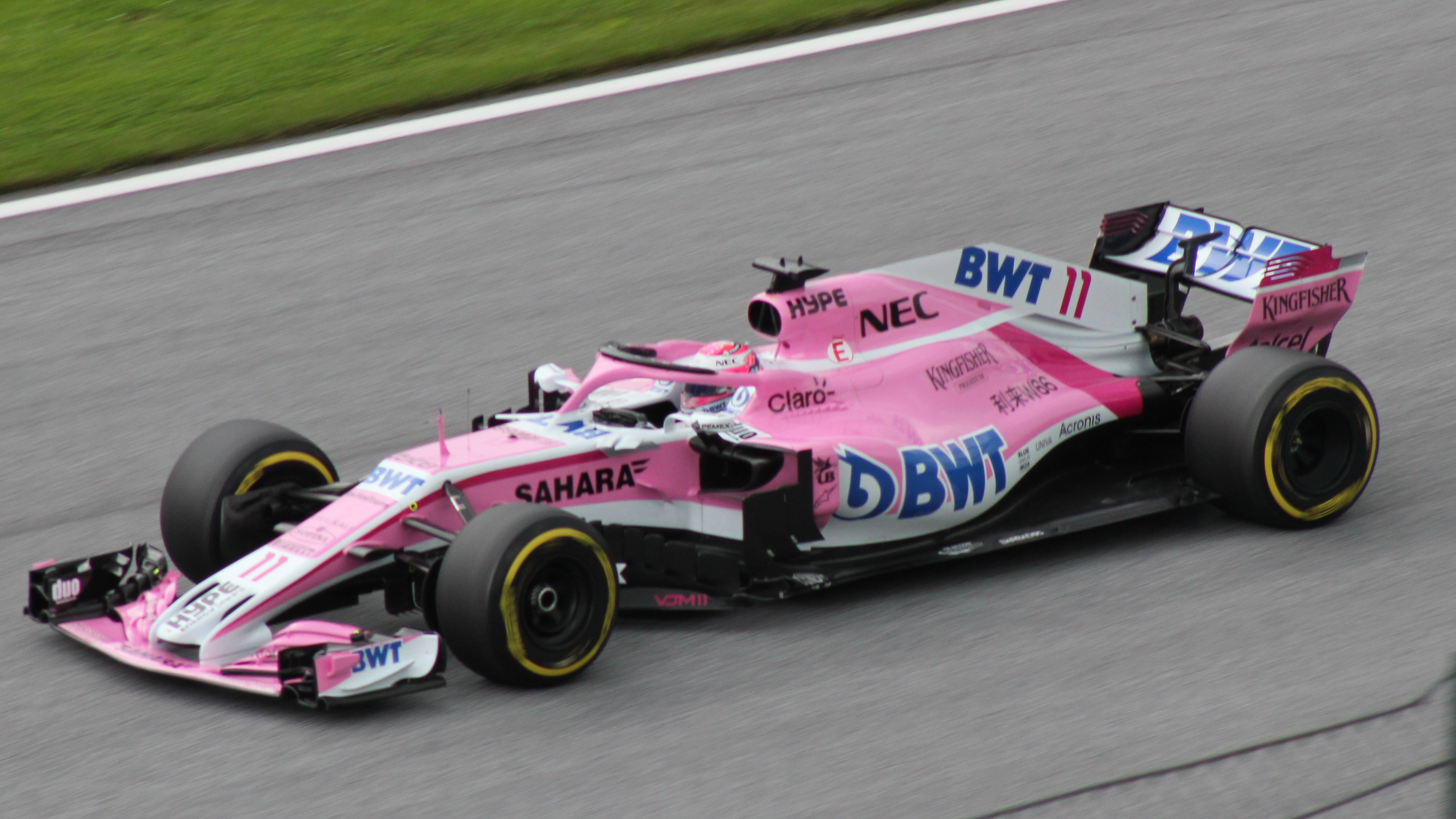
VJM11 メルセデス

## エピソード
- インド系チームらしく、モーターホームで提供される食事にカレーが用意されており、関係者の間でも評判が良い。特にフェルナンド・アロンソがしばしばカレーを求めて同チームのモーターホームを訪れているとのこと[28]。
- 2008年には同チームを発端としてF1のパドック内でポーカーがブームとなり、プレイヤーの一人としてバーニー・エクレストンも参加していたため、メディアでも話題となった[29]。
- スポンサーの1社であるHype Energy社のCEOは、当チームの源流であるジョーダンに在籍していた元F1ドライバー・ベルトラン・ガショーである[30]。